# Uniforme militar en Colombia
Los Uniformes Militares  Colombia han sido utilizados desde 1810, día de Independencia de Colombia donde se pueden reconocer por el color, la textura, los adornos, los materiales, etc., mostrando así la importancia y edad de cada unos de ellos. 

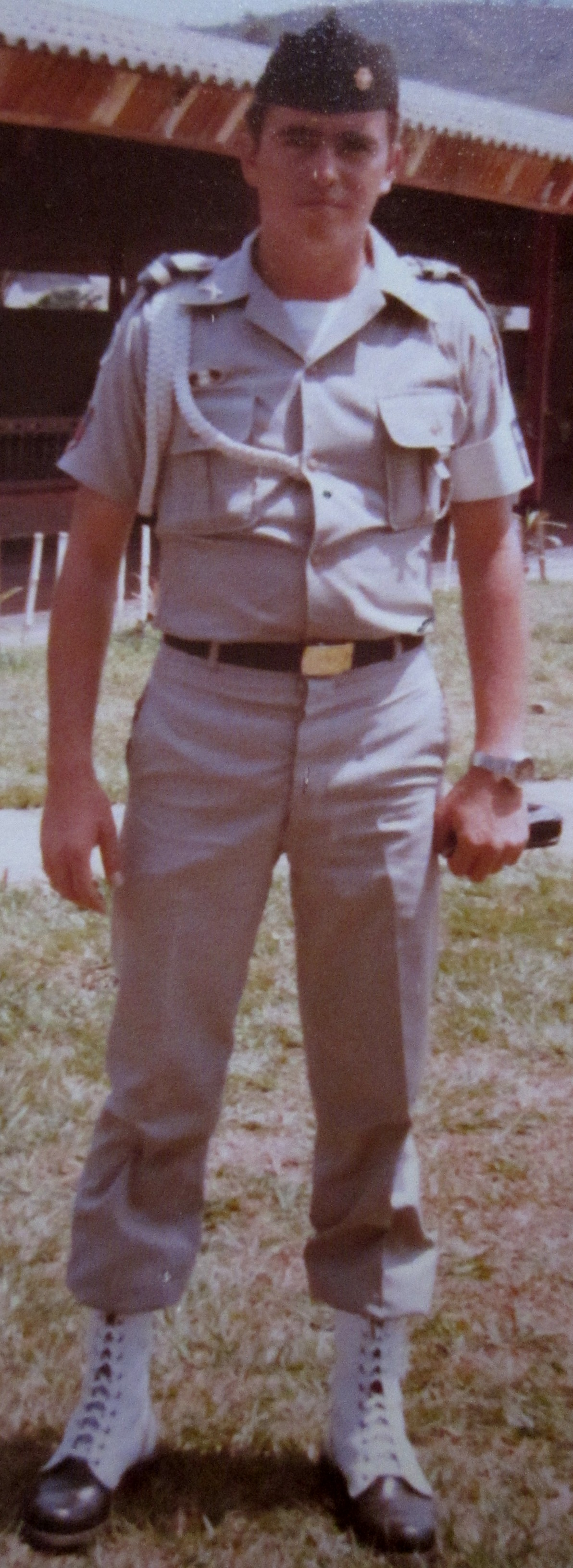
Uniforme de Policía Militar en prendas blancas

Los uniformes son distintos para cada fuerza militar siendo el uniforme blanco el más distintivo para la Armada de Colombia

## Historia

### Primer Periodo
Los primeros uniformes militares del ejército patriota seguían el corte y diseño establecido por los reglamentos militares de España, ya que los primeros batallones del ejército patriota habían sido unidades del ejército español en América que se pasaron al bando patriota tras estallar las varias revueltas en 1810 en la Nueva Granada. 
Tras la revuelta de 20 de julio de 1810 las unidades del ejército español en Santafé de Bogotá se pasaron al bando patriota y mantuvieron sus uniformes según los reglamentos establecidos. El gobierno patriota (Junta Suprema de Santafé), decidió levantar nuevas unidades para aumentar el pie de fuerza, ya que había temor de que los realistas vinieran a aplastar la revolución como había ocurrido en Quito. Una de esas nuevas unidades fue el Batallón de Infantería Guardias Nacionales  su uniforme consistía en una casaca azul corta, forro, solapa vuelta y cuello carmesí con guarnición de galón éste, y las armas de la ciudad en él y la solapa ojalada; la vuelta, igualmente guarnecida; chupa y pantalón blanco; botín negro, gorra negra, cubierta la copa con piel de oso y adornada con cordón y borlas del color de las vueltas; un escudo de plata con el nombre del batallón y pluma encarnada.
Durante la Primera República (1810-1816) por lo tanto, al menos en las unidades de Bogotá, predominaba el color azul turquí para las casacas de las unidades de infantería normalmente con solapas y collarín encarnadas, pero esto podía variar según la unidad. En Cartagena se usaba tela blanco para las casacas con solapas azules. Por lo tanto para gorras, los oficiales normalmente usaban bicornios o sombreros de copa alta, los soldados fusileros también usaban sombreros de copa cuando se podían conseguir, pero muchos también usaban sombreros de paja de fabricación local, los soldados y oficiales granaderos usaban gorras de piel de oso que era característico de los granaderos. 
Para el calzado, las unidades veteranas normalmente trataban de equipar su hombres con botas y zapatos, pero el alto costo de estos elementos forzaba a las tropas a usar alpargatas de fabricación local ya que estas eran más económicas y duraban más para las largas marchas que emprendían el ejército patriota en campaña. 
Al inicio de la guerra las tropas iban conservaron la cucarda roja que usaba todo los cuerpos del ejército español en sus sombreros, pero al quererse diferenciar de sus enemigos se reemplazó esta con una de color amarilla y rojo (colores de la bandera de la junta suprema de Santafé) y cuando se estableció la bandera del Estado de Cundinamarca se reemplazó con los colores dorado, rojo, y azul. Las unidades de Cartagena y luego de todo el país adoptaron una cucarda con los colores rojo, amarillo, y verde por la bandera cuadrilonga de Cartagena que luego fue adoptaba por la Provincias Unidas de la Nueva Granada como el pabellón nacional. 

#### Uniformes 1810-1816
- Uniforme de Brigadier con bicornio, casaca azul con solapas, collarín y vueltas encarnadas y pantalón amplios en color blanco, faja roja puñal. Este uniforme sigue todavía mucho del reglamento español sobre uniformes de 1806.
- Uniforme de Fusilero del Batallón Provincial de Cundinamarca casaca, forro y pantalón azul turquí, solapa, vuelta y collarín encarnado, chaleco y vivos blancos, medio botín negro, sombrero redondo con escarapela amarilla y encarnada, y con chapa de plata en el centro, en que esta estampada el nombre del cuerpo.[2]

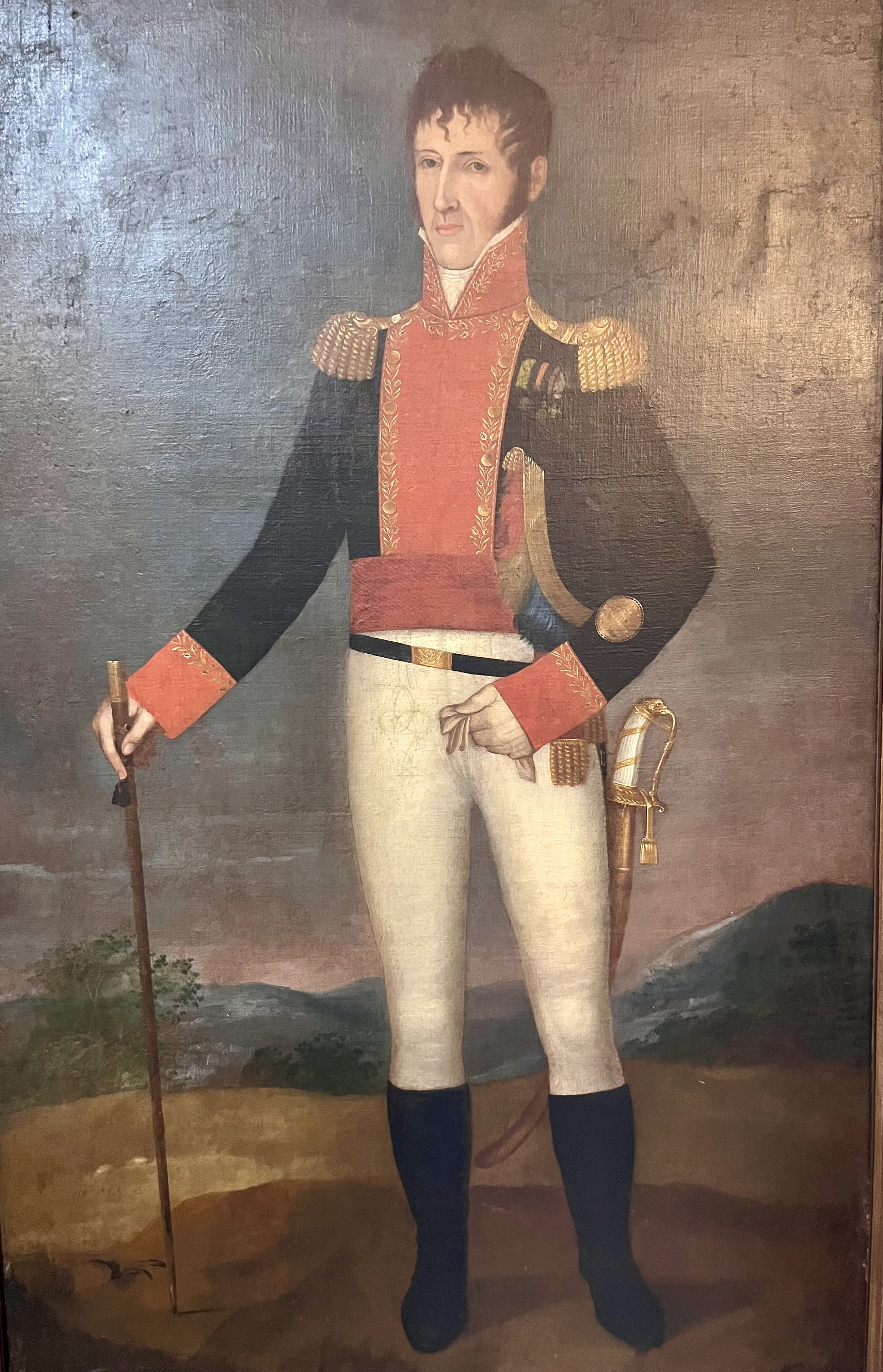
Antonio Baraya en uniforme de Gala para brigadier (1811)
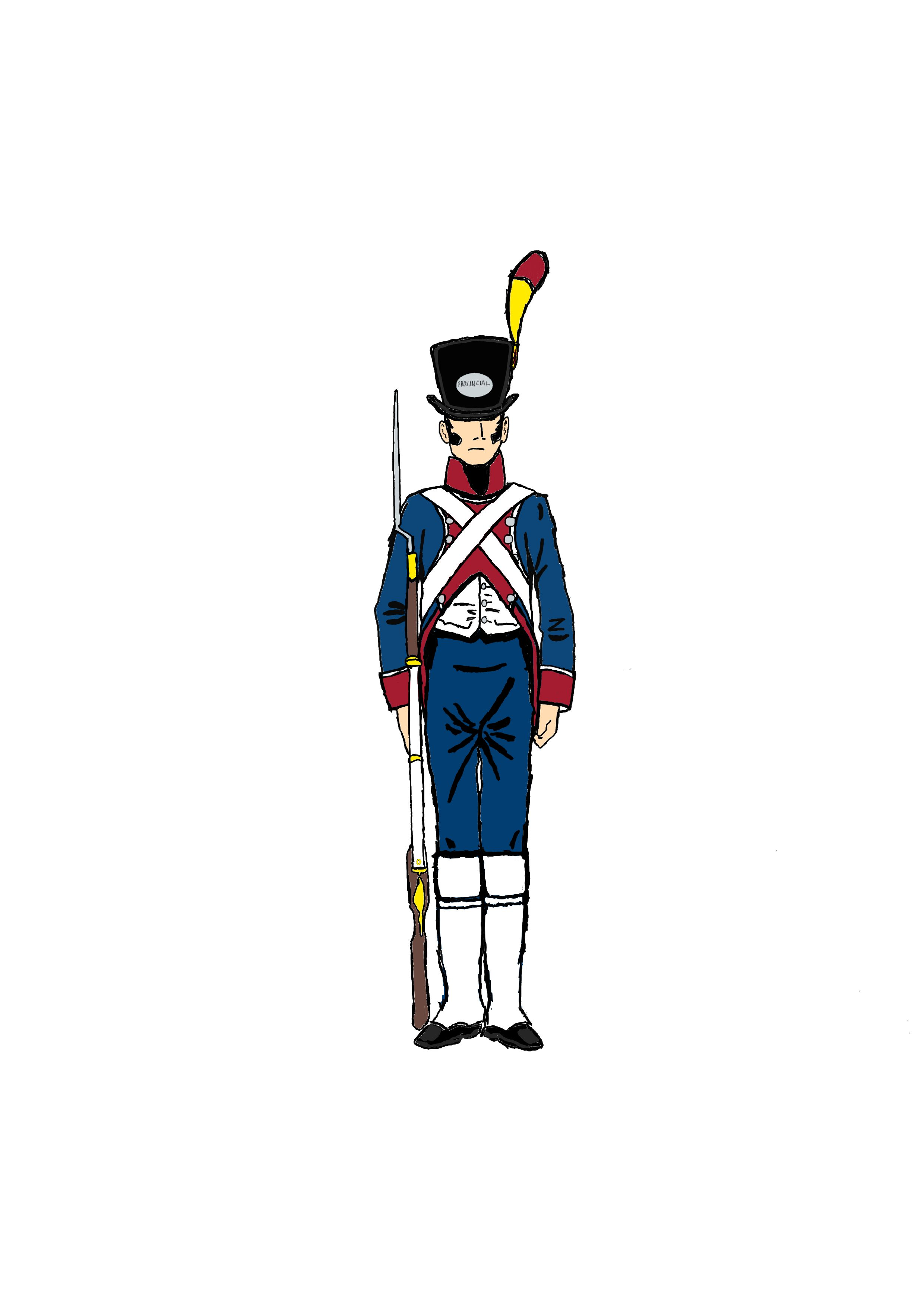
Uniforme de Fusilero del Batallón Provincial de Cundinamarca (1810-1814)
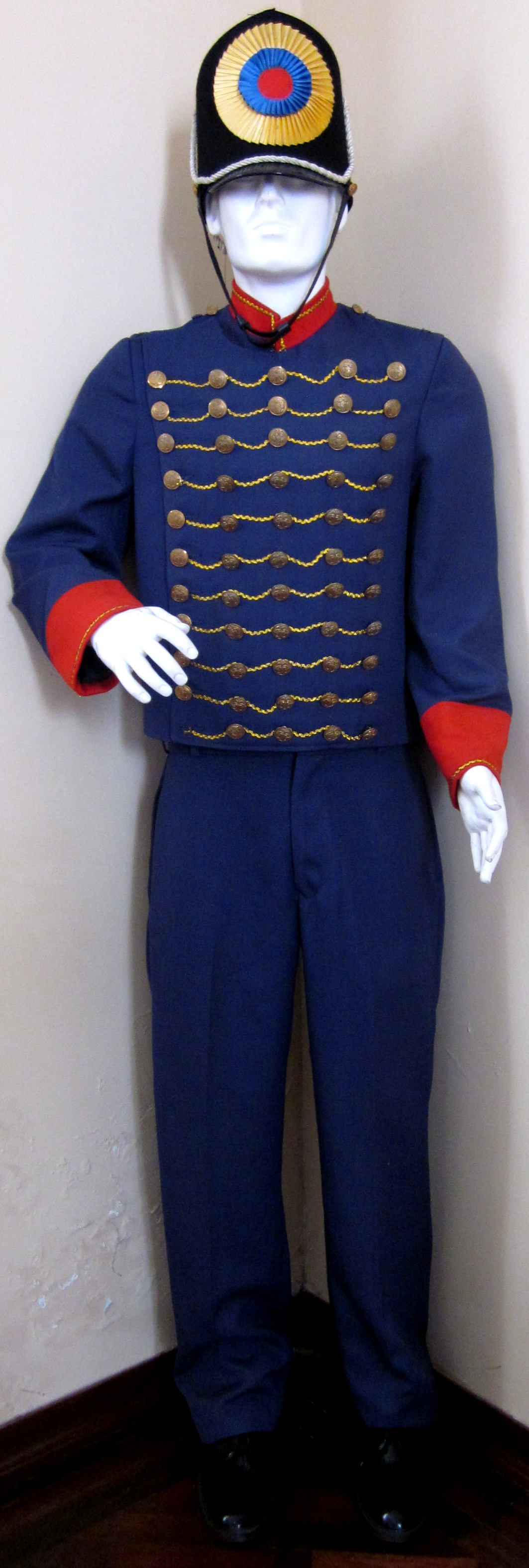
Uniforme de Oficial Patriota, 1810 - Museo Militar de Colombia.
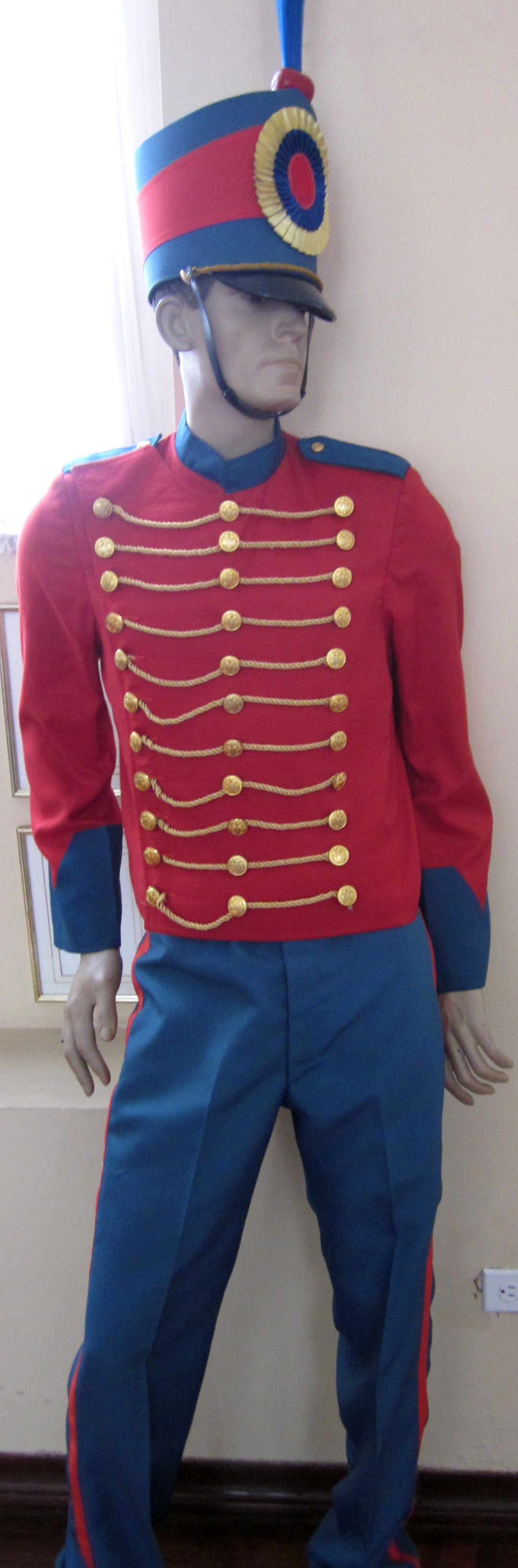
Uniforme de Infantería del Batallón de Cartagena, 1819 - Museo Militar de Colombia.
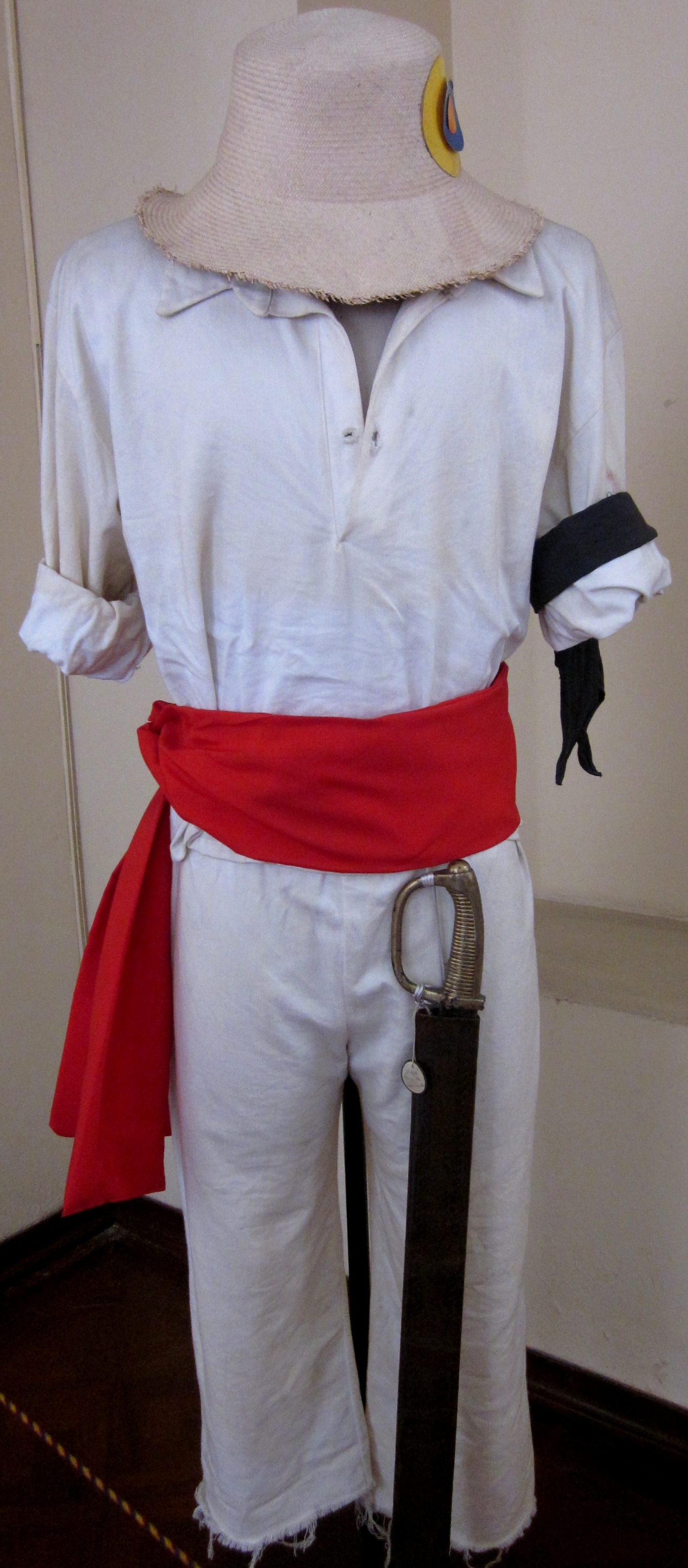
Marinero del Lago de Maracaibo, 1823 - Museo Militar de Colombia.

### Segundo Periodo  1816-1819
Con la caída de las Provincias Unidas de la Nueva Granada tras la Reconquista por parte de España, las unidades del ejército de la unión que lograron escaparse de los españoles se juntaron a las fuerzas patriotas de Venezuela y participaron en la guerra ahí. Por lo tanto desde ese momento las fuerzas neogranadinas adoptaron el Reglamento de 1813 sobre uniformes militares que había establecido Simón Bolívar. Pero hasta 1819 los uniformes escaseaban ya que los patriotas solo tenían control sobre territorios en la periferia de los dos países (Venezuela y Nueva Granada) como los llanos orientales donde había poco as ciudades con la infraestructura y industria necesaria para confeccionar uniformes. Aunque en 1817 llegaron uniformes ingleses junto con los voluntarios británicos, predominaba los sombreros de pajas y mantas con alpargatas para la tropa.  
Cuando los generales Simón Bolívar y Francisco de Paula Santander iniciaron la Campaña Libertadora de 1819 el ejército seguía con poco vestuario. Al pasar los Andes por el Páramo de Pisba, en julio de 1819 las tropas patriotas estaban en un estado de desnudez casi absoluto. Esto fue solventado gracias a la asistencia que de todo tipo recibieron los patriotas en las poblaciones de los valles de Tunja. La falta de vestuario también afectó grandemente a los oficiales del ejército, hasta los oficiales vestían alpargatas y la tropa iba descalza. Al capturar a Tunja el 4 de agosto de 1819, el Ejército Libertador encontró una cantidad de uniformes realistas ya que esa ciudad había sido el acuartelamiento principal del ejército realista previo al comienzo de la campaña, estos uniformes capturados fueron usados por algunas de la tropas patriotas en la Batalla de Boyacá. Según el capitán inglés Charles Stuart Cochrane durante la campaña Bolívar era el único individuo que estaba vestido de manera conspicua; él vistió durante toda la Batalla del Pantano de Vargas una larga capa escarlata, similar a aquella usada por nuestros cuerpos de guardia. En Boyacá, él estaba vestido con una chaqueta y pantalones escarlata con adornos de oro.
Después de la Campaña Libertadora de 1819 que terminó dando la liberación de la Nueva Granada y  el establecimiento de la República de Colombia (Gran Colombia) en diciembre de ese año, vemos a más unidades con uniformes que seguían los reglamento establecidos de 1813. 

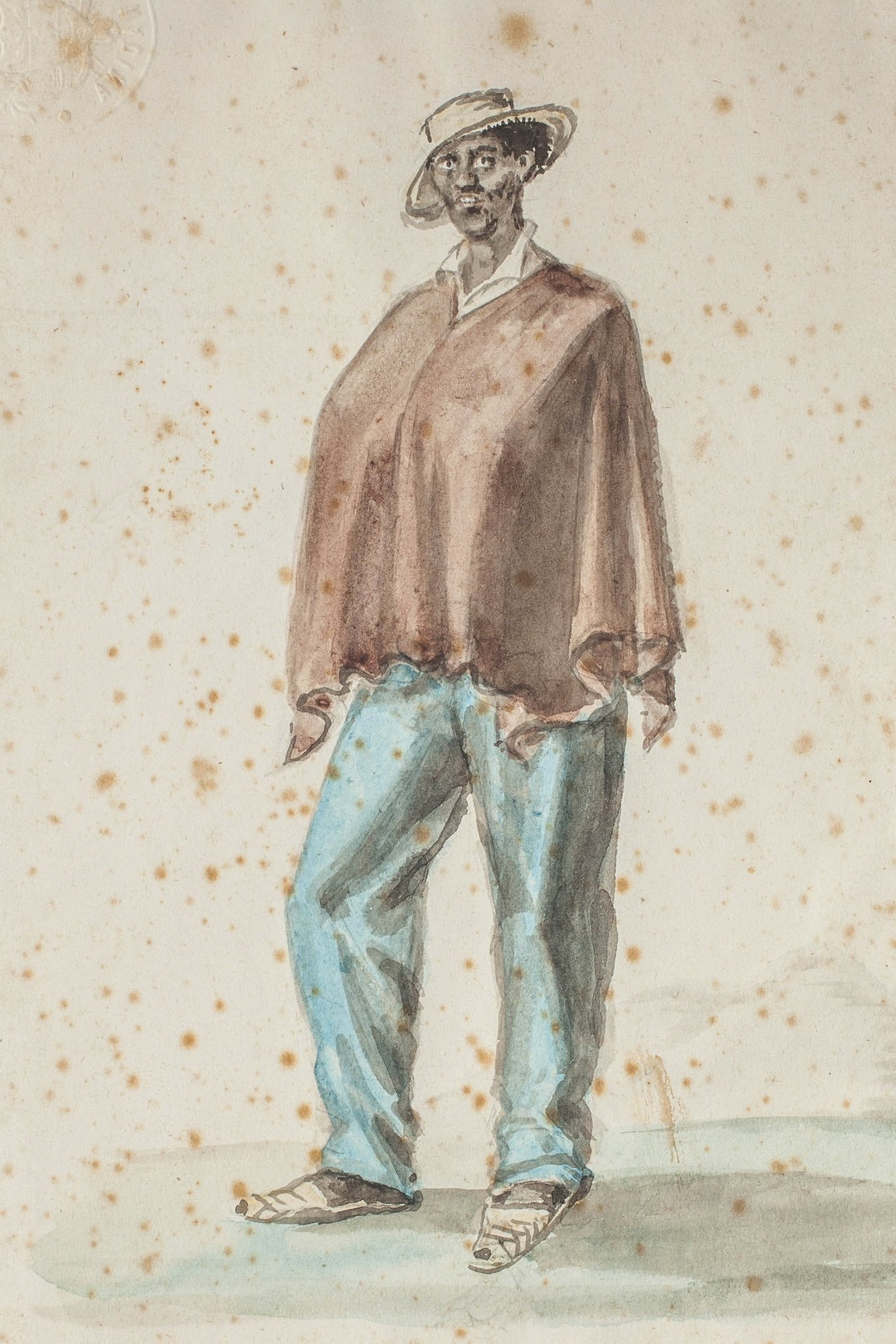
Soldado que figuró en la Batalla de Boyacá (1819). Acuarela de José María Espinosa
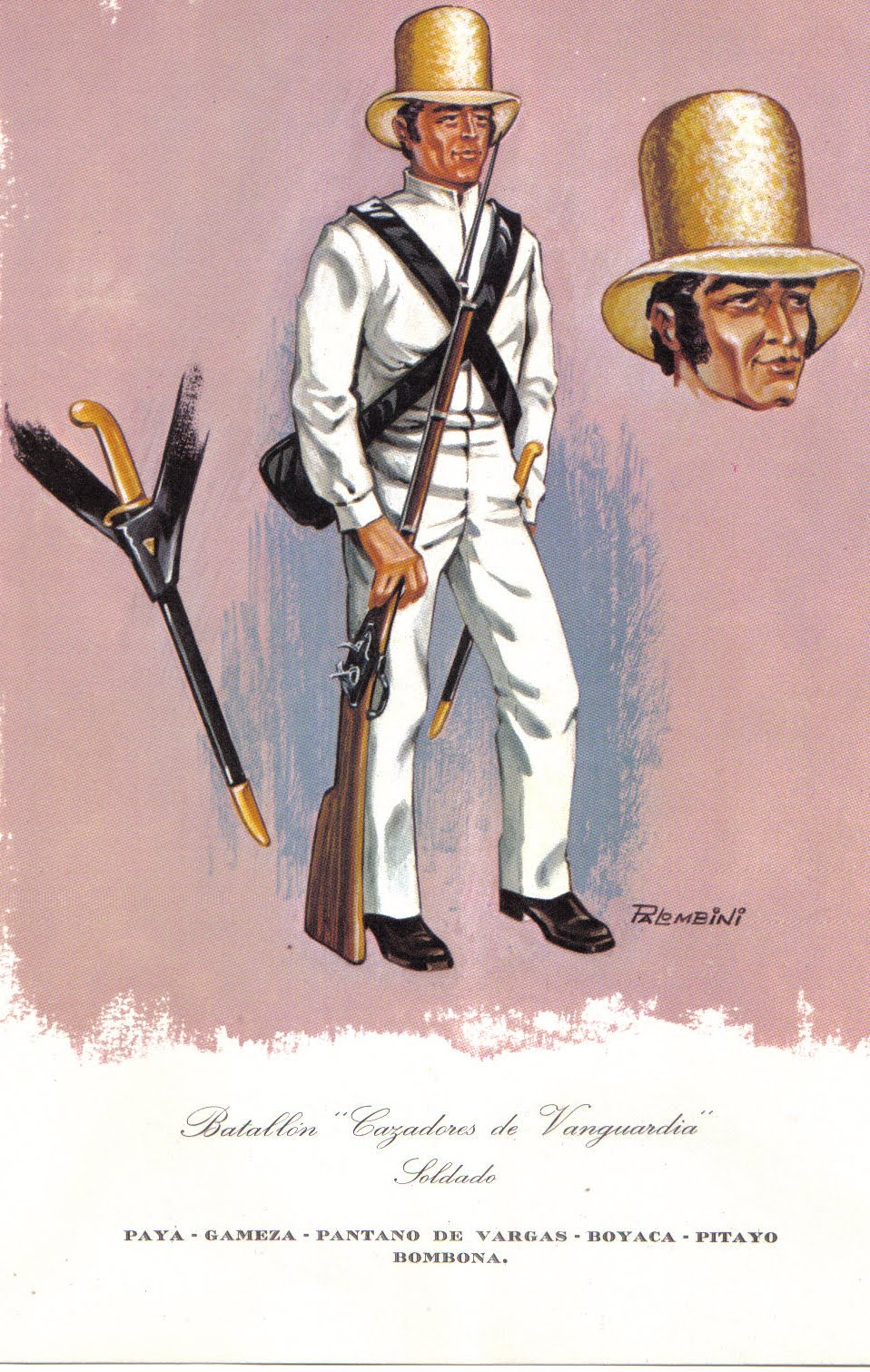
Soldado de Batallón Cazadores de la Vanguardia durante la Campaña Libertadora de 1819.

#### Uniformes 1819-1826
- Coronel de Infantería: con espada con guarnición dorada y faja amarilla con borlas de oro, sombrero apuntado y galoneado de oro, casaca azul turquí con botón dorado y amarillo, charreteras de color de oro y canelón grueso, pantalón blanco armiño, corbata negra y botas por encima del pantalón.
- Coronel de Caballería: con sable de guarnición dorada y faja amarilla con borlas doradas, sombrero apuntando y galoneando en oro con la escarapela nacional, casaca azul turquí sin solapa, botones dorados, pantalón azul, biricú de color azul celeste y botas altas.
- Coronel de Artillería: con espada de guarnición dorada y faja amarilla con borlas de oro, sombrero apuntando y galoneado de oro, casaca azul turquí, cuello y forro encarnados, solapa con vivo encarnado y siete ojales de galón de oro, charreteras  de color oro de cordón grueso, pantalón azul turquí y bota por encima del pantalón.
- Alumnos Militares: con sombrero redondo con escarapela nacional, casaca azul con corte militar sin solapa y abotonadura, corbata negra, pantalón azul y botín por debajo del pantalón.
- Soldado de Infantería: con morrión de suela negro con escudo al frente, casaca corta azul turquí encarnadas de amarillo, cordones y pompón amarillo, pantalón azul con franjas encarnadas y botines negros.
- Soldado de Caballería: con morrión de suela con carrilleras y escudo de metal, casaca azul turquí, solapa azul con vivos blancos, pompón amarillo, pantalón azul con franja lateral blanca y botas con espuelas.
- Soldado de Artillería: con morrión negro con escudo al frente, casaca corta y solapa azul turquí, pantalón azul con franja encarnada, corbatín y botines negros.
- Soldado de Zapadores: con morrión de suela negra con escudo al frente que llevará la inscripción República de Colombia, ponpon azul celeste, casaca corta verde, forro encarnado y vivos blancos, pantalón verde y botines negros.

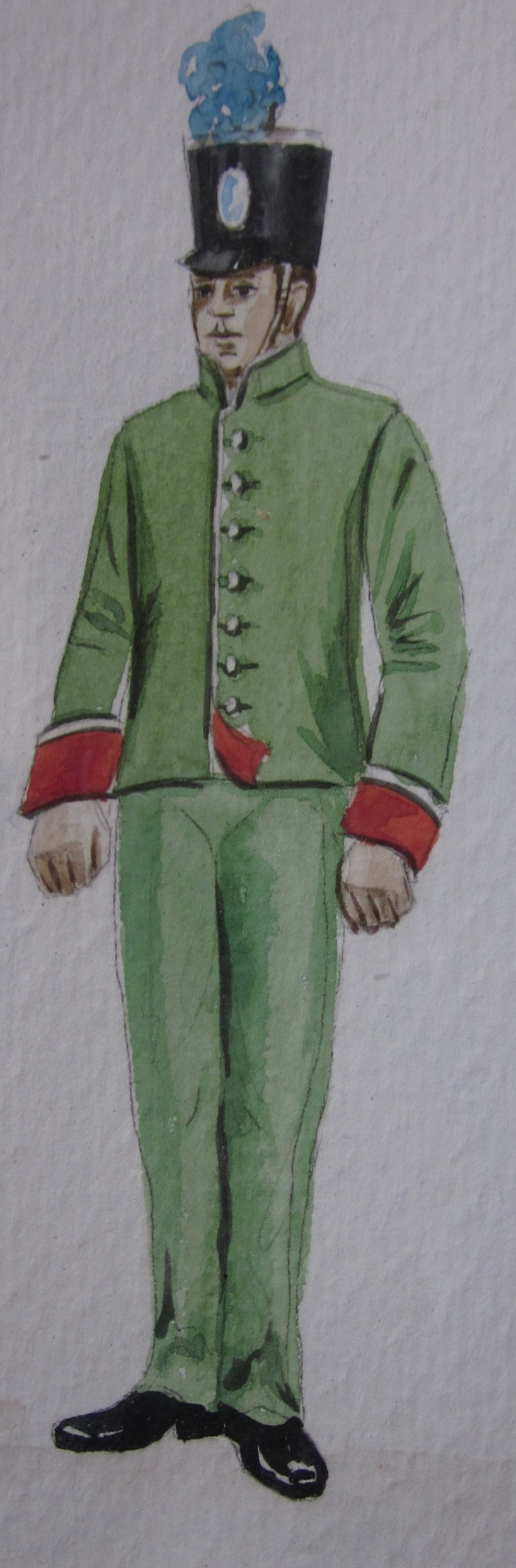
Zapadores, 1826 - Museo Militar de Colombia.
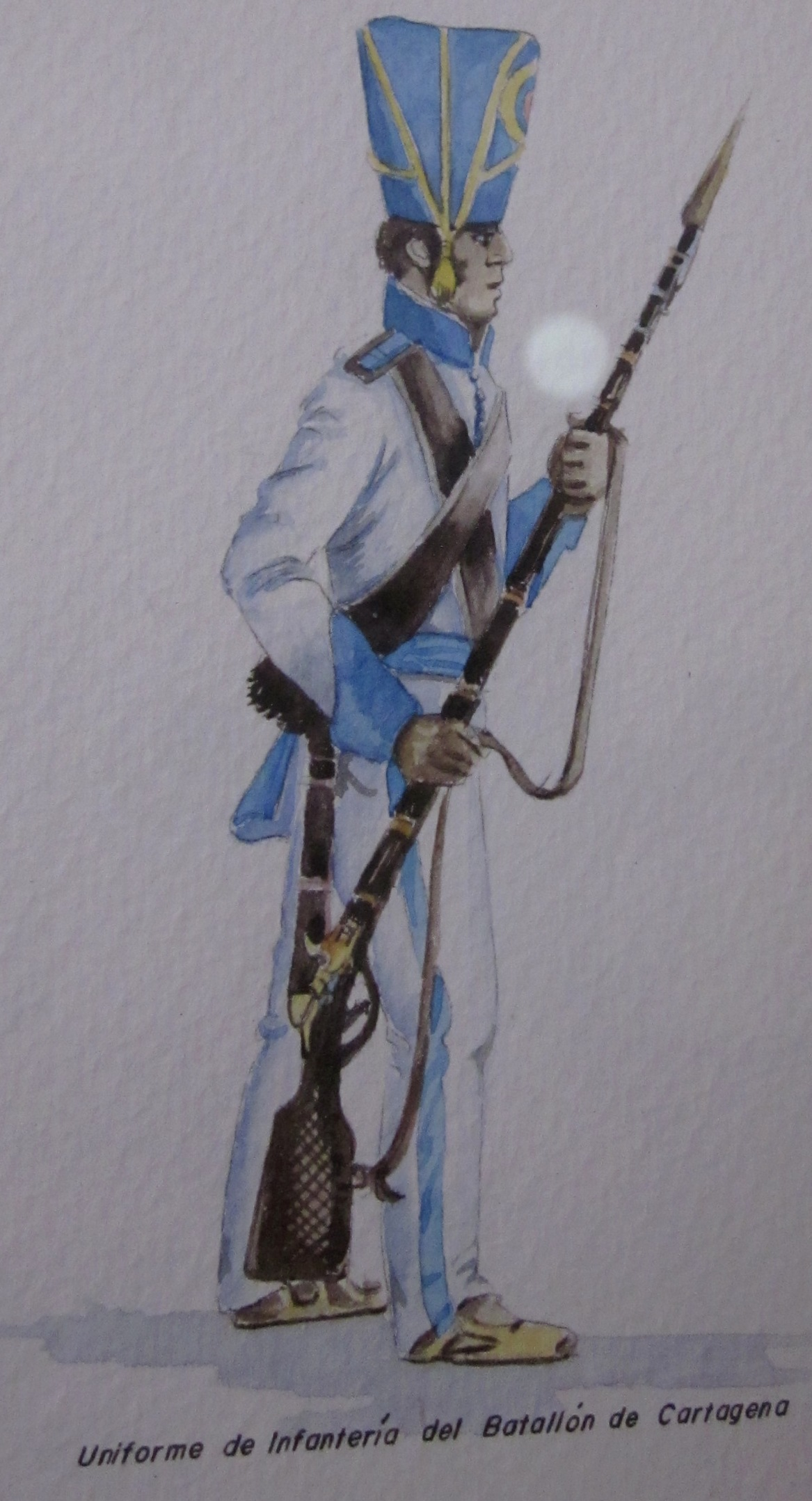
Uniforme de Infantería - Museo Militar de Colombia.
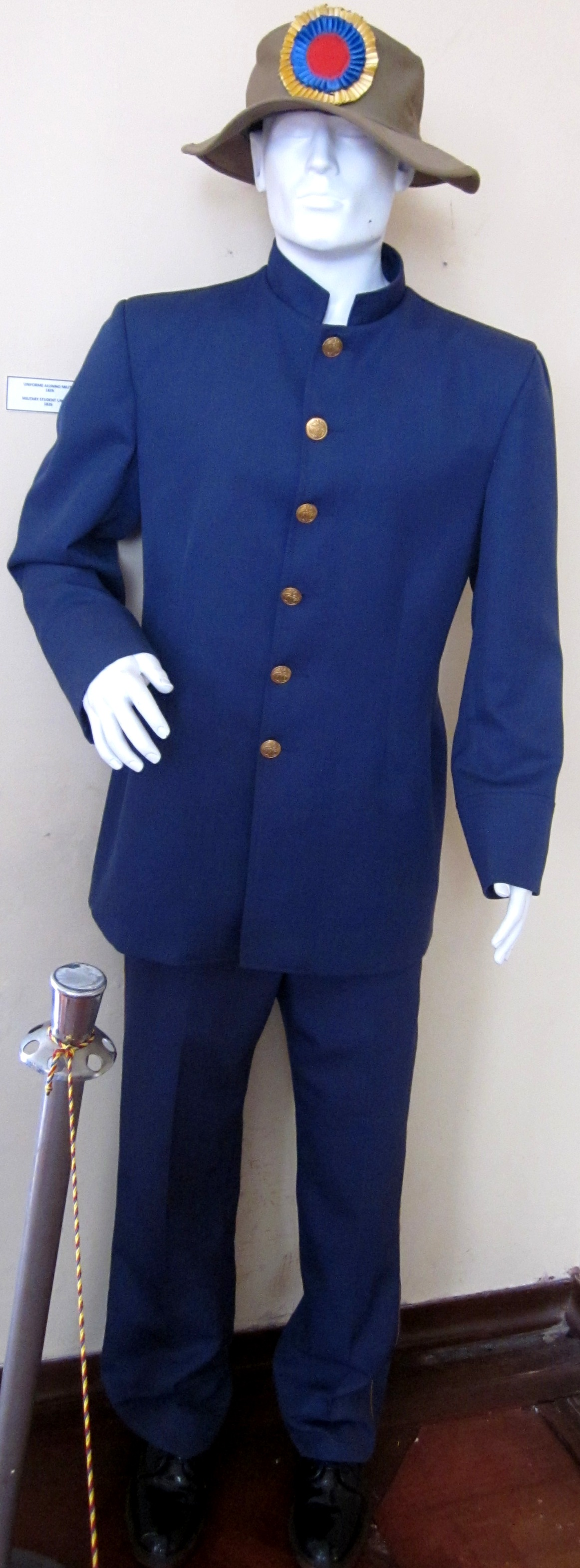
Uniforme Alumno Militar, 1826 - Museo Militar de Colombia.

### Tercer Periodo
Periodo donde se disuelve la Gran Colombia y empieza a conformase la República de la Nueva Granada, estando en ello los jefes de Gobierno, Francisco de Paula Santander y Tomas Cipriano de Mosquera. 
Durante el gobierno del General Santander  el  11 de octubre de 1834, se anunció el decreto sobre reglamentación de uniformes y divisas del Ejército, sin embargo después de 14 años, el gobierno del General Mosquera, se empiezan a distinguir la Infantería, la Artillería y la Caballería. Igualmente se señalaban los diferentes cargos de Oficiales y Suboficiales.    

#### Uniformes de 1834
- Coronel de Caballería con sable con guarnición plateada y borla de plata, sombrero apuntado, guarnecido de galón de plata, orlado de plumas blancas y escarapela nacional, casaca larga azul turquí, barras y solapas verdes con blanco, botones plateados, galones de plata a cada lado del cuello y dos cornetas de plata enlazados en el remate de la casaca, faja de seda encarnada con bordados de plata, charreteras de plata, canelones largos y gruesos, pantalón azul turquí y botas altas con espolín plateado.
- Coronel de Infantería con casaca larga y solapa azul turquí, charreteras de oro, de canelones largos y gruesos, corbata negra, pantalón blanco y botas largas con espolines dorados.
- Coronel de Artillería con sombrero apuntado galoneado de oro, orlada de plumas blancas, casaca larga azul turquí, cuello y forro encarnados, solapa y barras negras, charreteras de oro canelones largos y gruesos, pantalón blanco y botas altas con espolines dorados.
- Teniente Coronel de Estado Mayor con sombrero apuntado faloniado con galón de seda negra y orlado de plumas blancas, casaca larga azul turquí con vueltas como forro, solapa y barras blancas con vivos encarnados, corbata negra, charreteras de oro de canelones largos y gruesos sobre el hombro derecho y una charretera de medio galón delgado que se distingue claramente de la otra, pantalón azul y botas altas con espolines dorados.

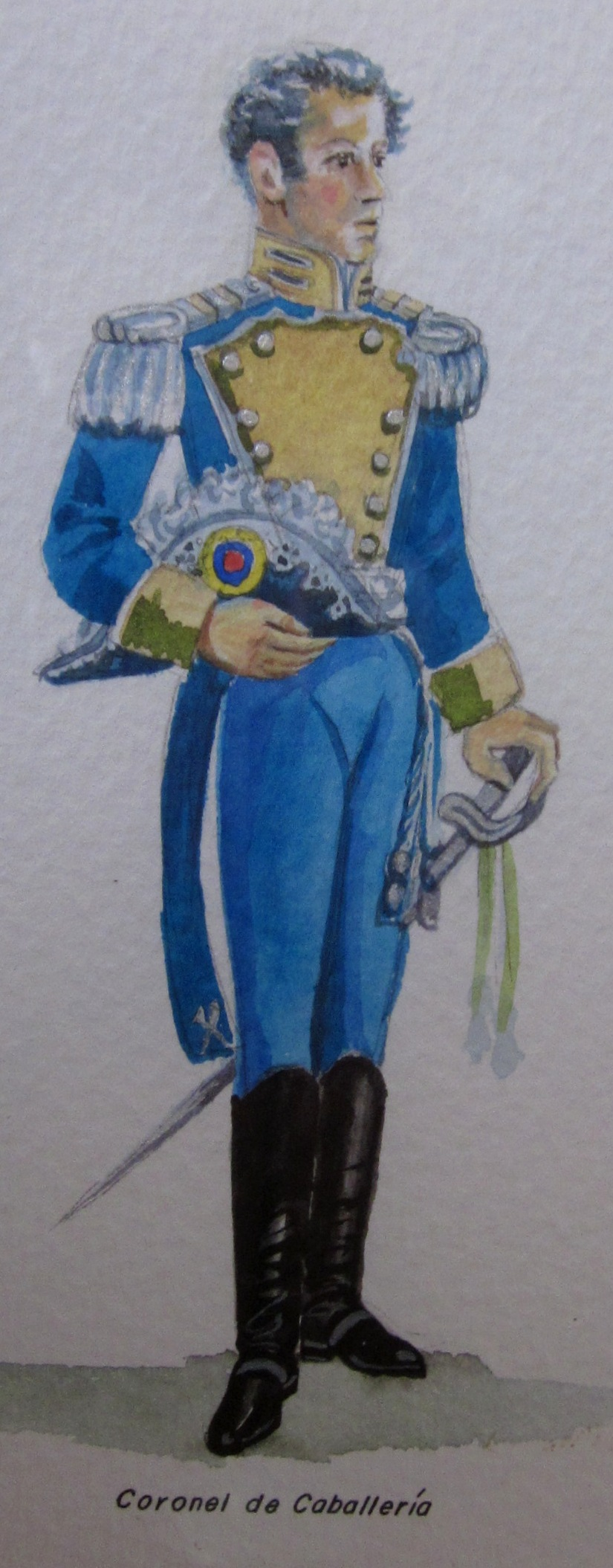
Coronel de Caballería - Museo Militar de Colombia.
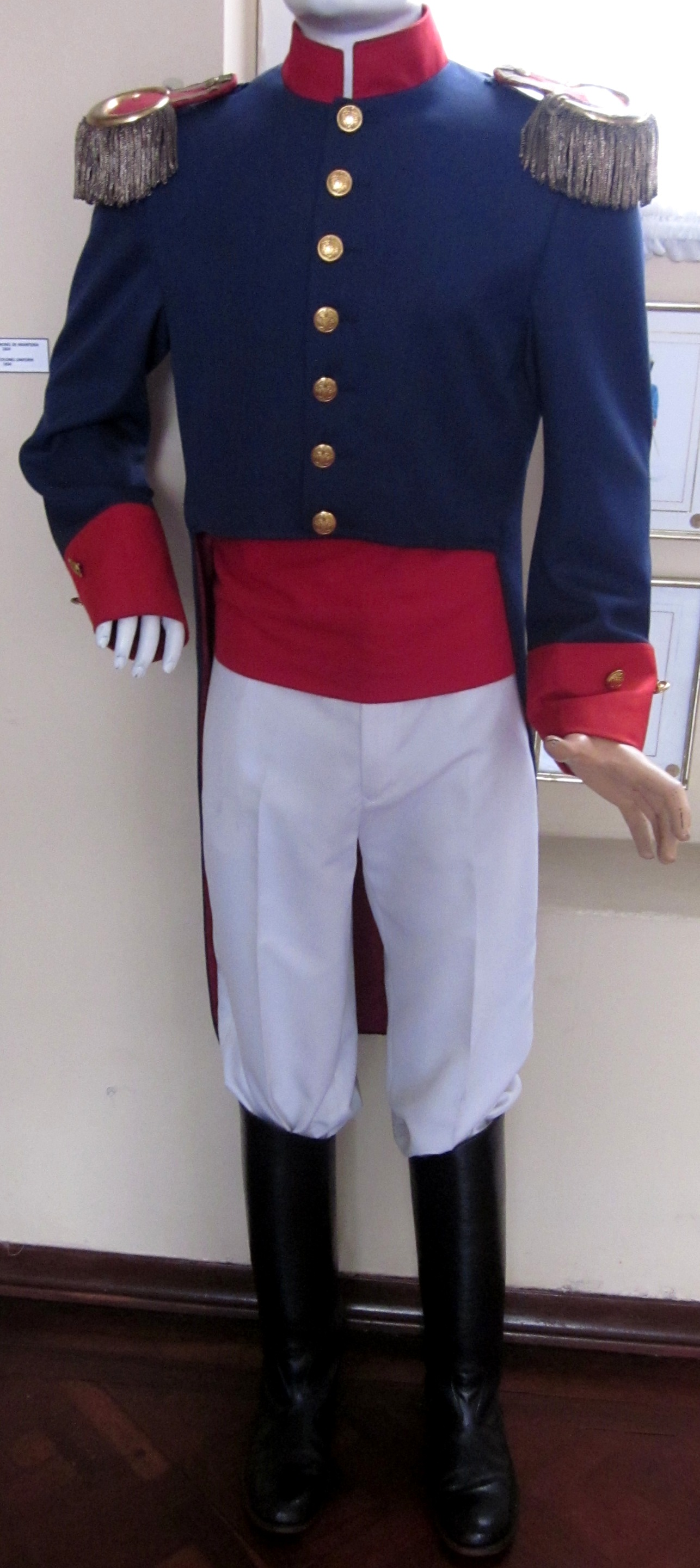
Uniforme Coronel de Infantería, 1834 - Museo Militar de Colombia.
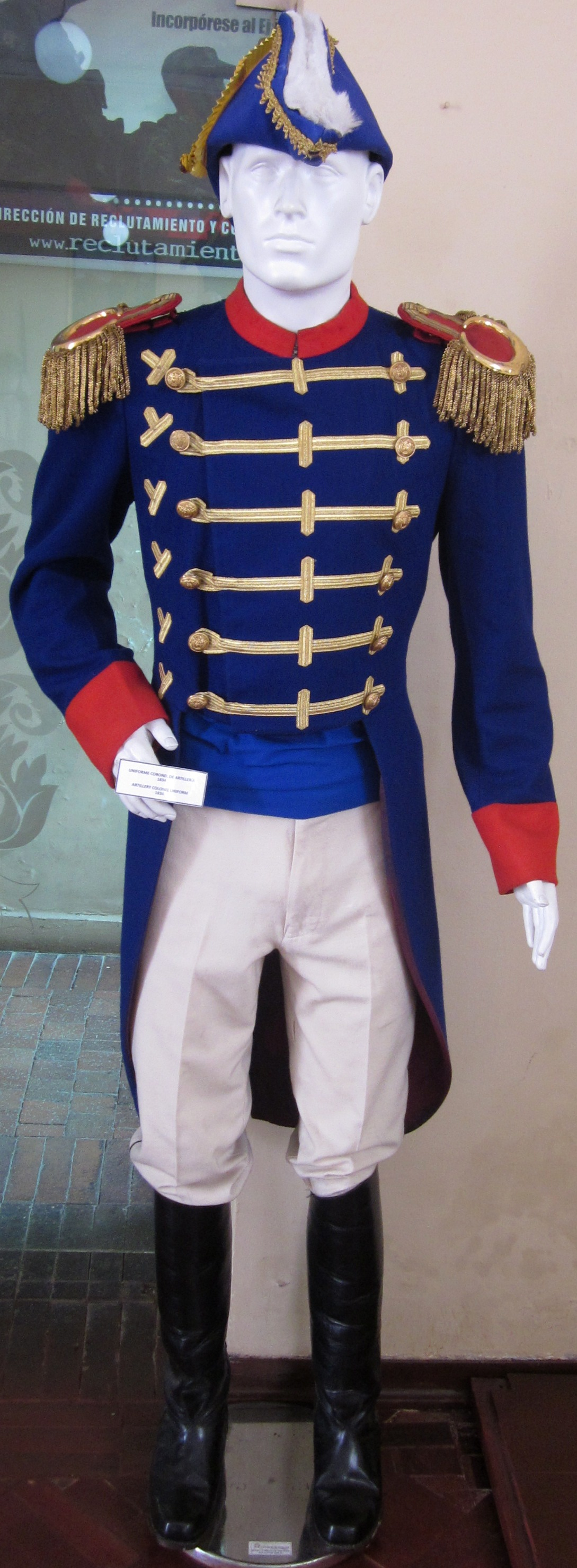
Uniforme Coronel de Artillería, 1834 - Museo Militar de Colombia.
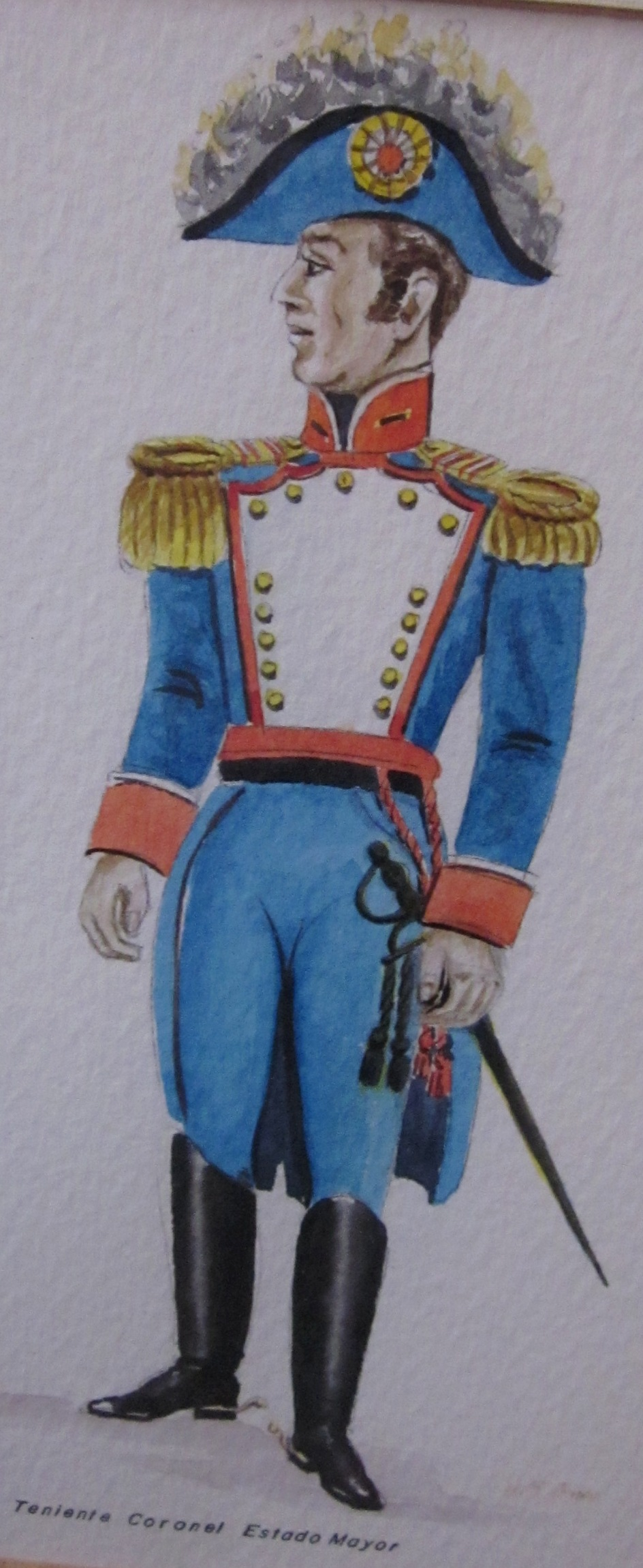
Teniente Coronel Estado Mayor - Museo Militar de Colombia.

### Cuarto Periodo
Hacia 1886, hubo un inmenso desorden donde sufrieron las Fuerzas Militares por parte de muchos gobiernos. Su consecuencia, los crecientes grupos armados por facciones políticas la regeneración de Rafael Nuñez y Miguel Antonio Caro, quienes fueron los creadores de la Constitución Nacional de 1886.
Nació una nueva forma del Estado donde Dios es fuente de toda autoridad. La guerra de los Mil Días hizo que surgiera la necesidad de unas Fuerzas Militares profesionalizadas. 
La restauración fue un periodo de orden constitucional, de allí a la disciplina como virtud adquiere un significado especial en cuyo sentido hay que apreciar los uniformes de esta época.

## Uniformes de la Armada Nacional

### Historia
- Creación (1810 - 1918) La junta de Cartagena, el 12 de septiembre creó la Comandancia General de Marina, en 1811 los patriotas de Cartagena consolidaron la primera Escuela Náutica. En la época de Bolívar la Marina Patriótica de Colombia confrontó el conflicto naval, para lograr la consolidación de cinco Repúblicas. En 1826 la Armada Colombiana entró en un periodo de receso.

- Consolidación y expansión (1918-1949) Conformado por tres conflictos:

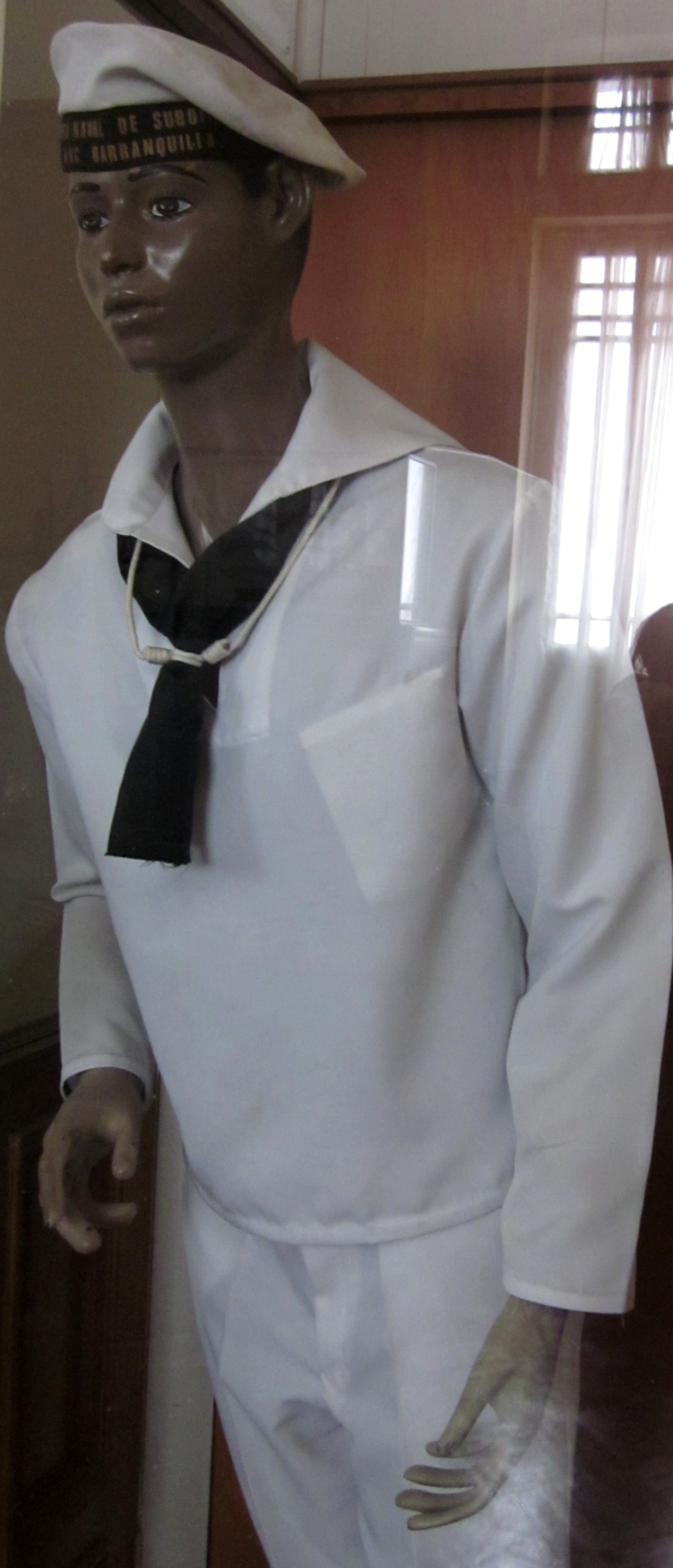
Uniforme de Marinero en el Conflicto Colombo Peruano - Museo Militar de Colombia.

1. Guerra colombo-peruana de 1932-1933
2. Creación de la Infantería de Marina de Colombia
3. Marina Mercante

- Modernización (Desde 1949 hasta nuestros días) La Armada Nacional en este período tuvo un incremento aún mayor, a causa de la seguridad interna y externa del país.

1. Modernización (1950-1983)
2. Adquisición de submarinos (1972)
3. Creación del cuerpo de guardacostas (1979)
4. Adquisición de corbetas misileras (1983)
5. Creación de la aviación naval (1987)

### Uniformes de la Armada Nacional
El uniforme de la Armada Nacional ha sufrido significantes cambios en su color, diseño y textura. Este se debe a cambios tecnológicos o el surgimiento de nuevos elementos que necesitan un uniforme adecuado según el clima. El uniforme naval, hoy en día se caracteriza por tener un vínculo cultural. Portar un uniforme de la armada es ser  profesional, sentirse orgullosos, consientes de su importante papel para con su país, representantes diplomáticos de un país amigo que llevan mensajes culturales. 
Hablar sobre las prendas de la armada, es hablar de los hombres de mar donde se han hecho presentes en buques de todo el mundo y han representado con honor la República de Colombia. 

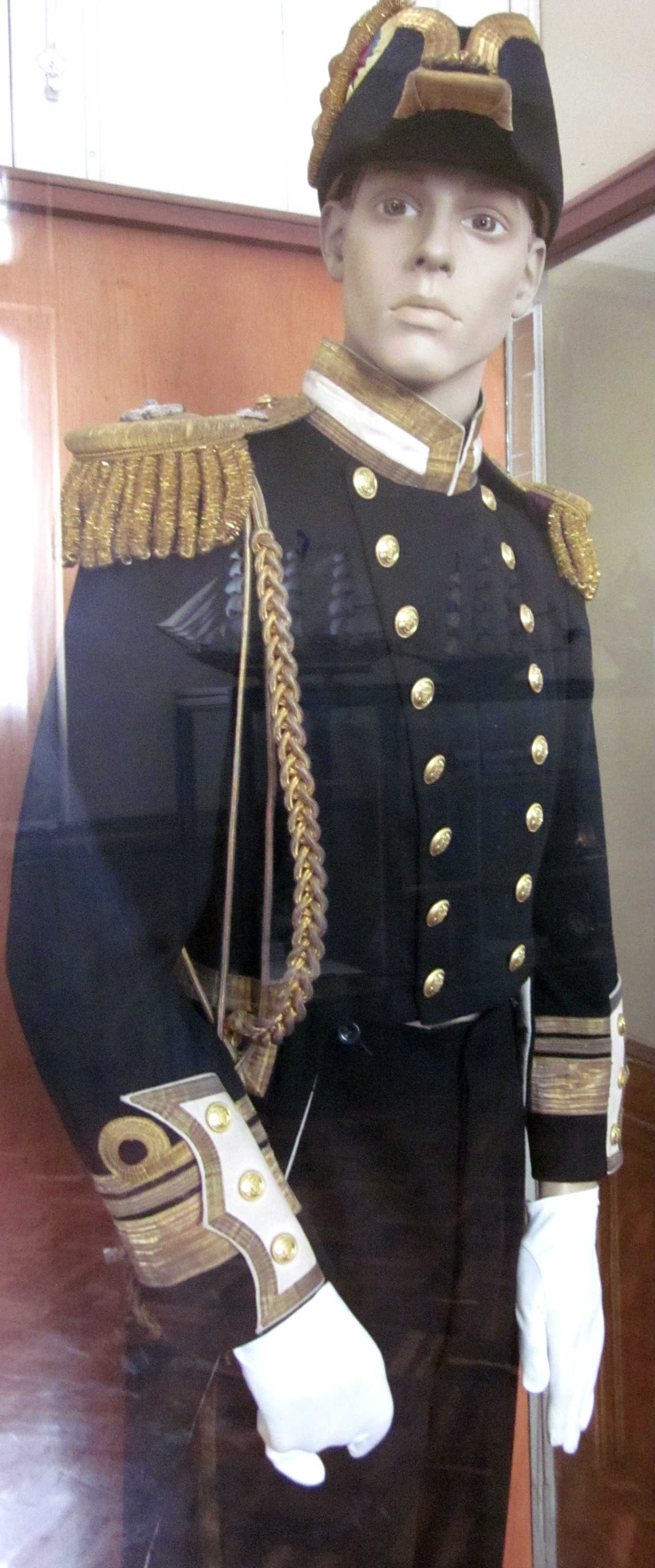
Uniforme de Gala Inglés - Museo Militar de Colombia.
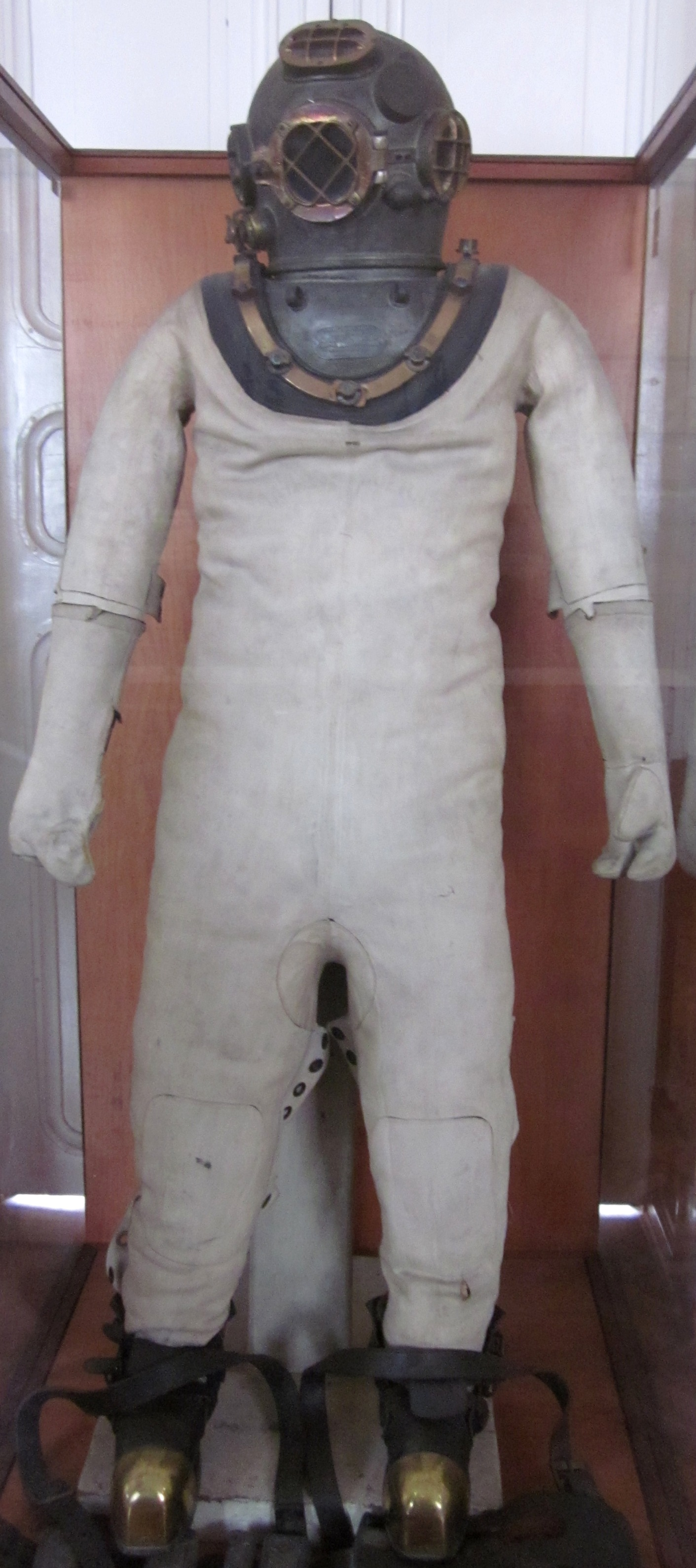
Buzo Antiguo - Museo Militar de Colombia.
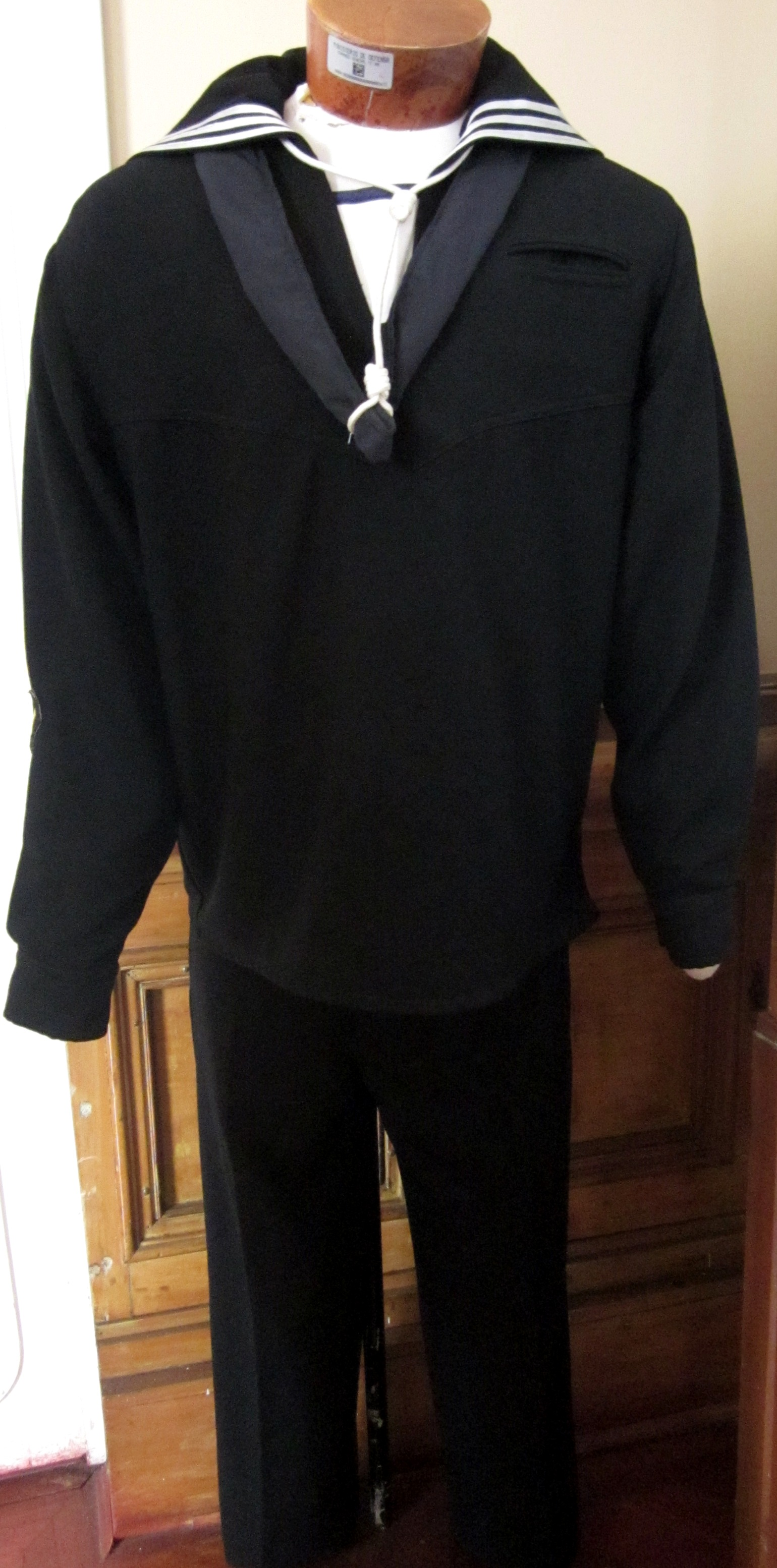
Uniforme No. 03 Formal para Suboficial Naval de la Armada Nacional - Museo Militar de Colombia.
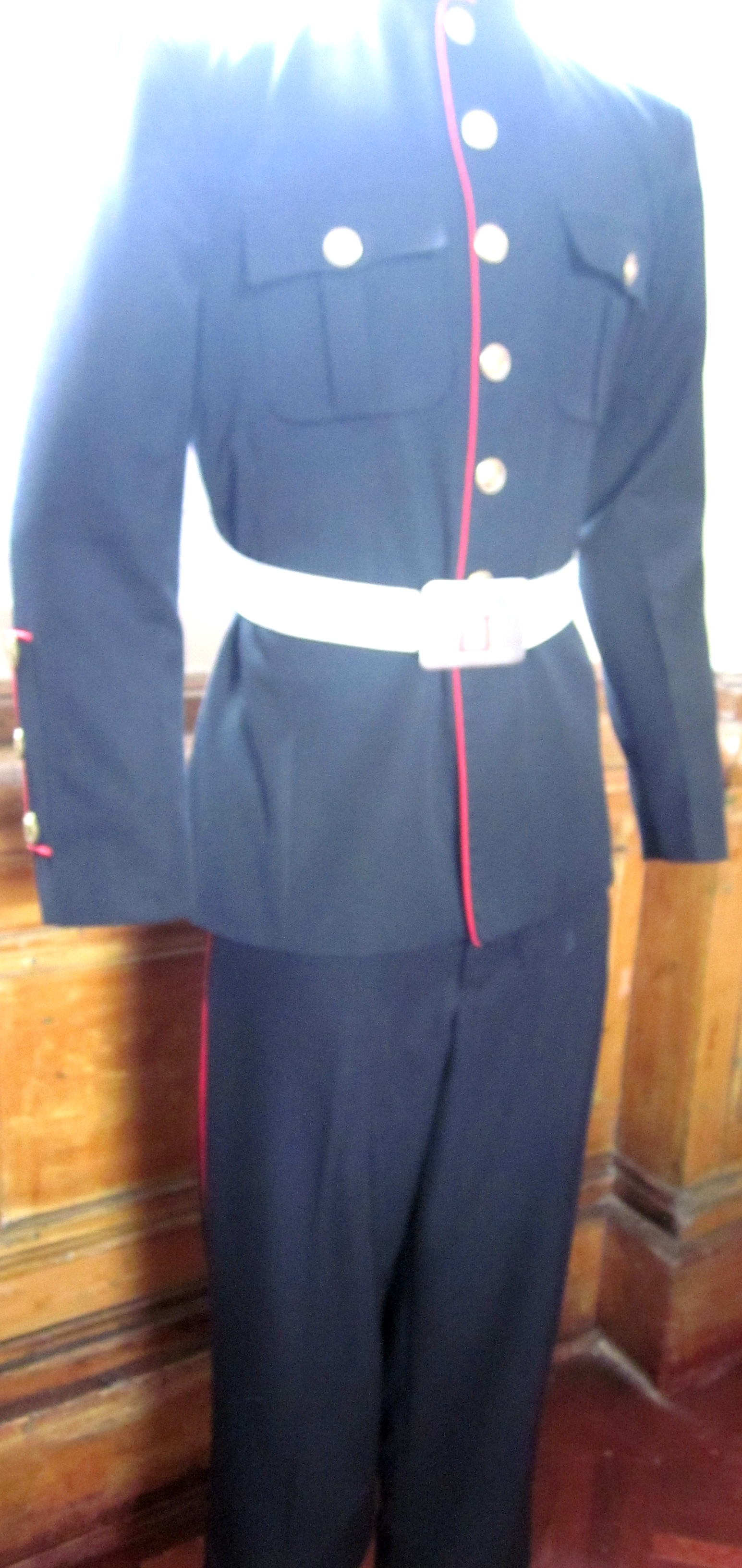
Uniforme de Infantería de Marina para Ceremonias Militares y Eventos Especiales - Museo Militar de Colombia.
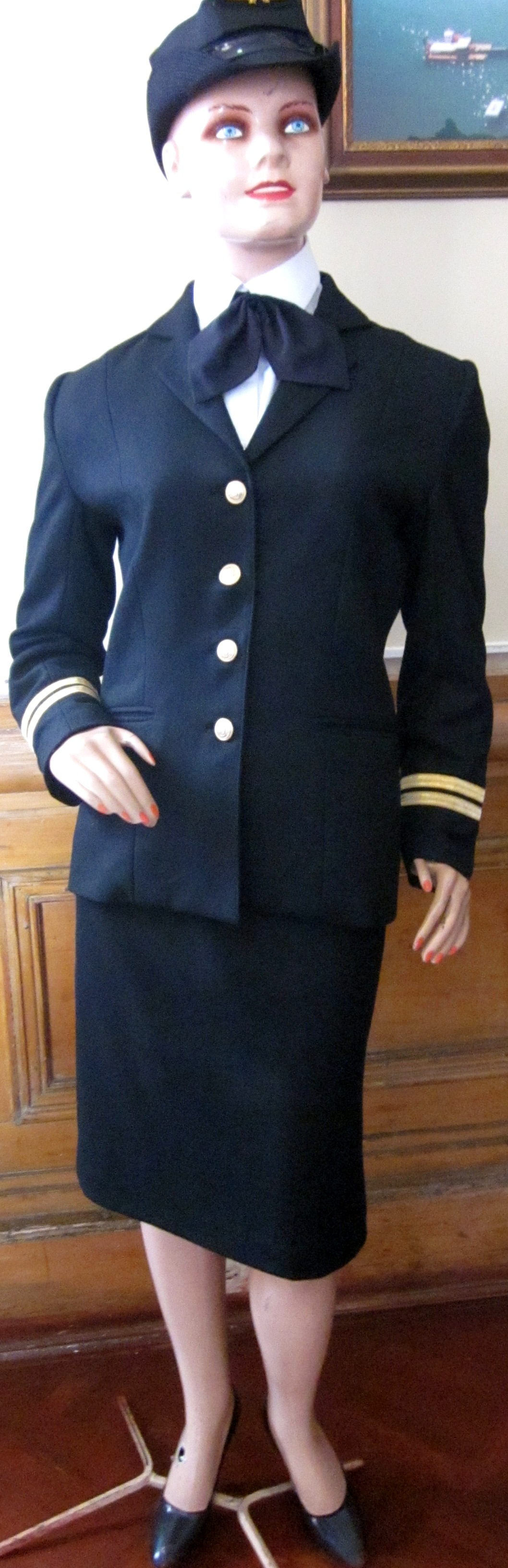
Uniforme de la Armada Femenino Actual - Museo Militar de Colombia.
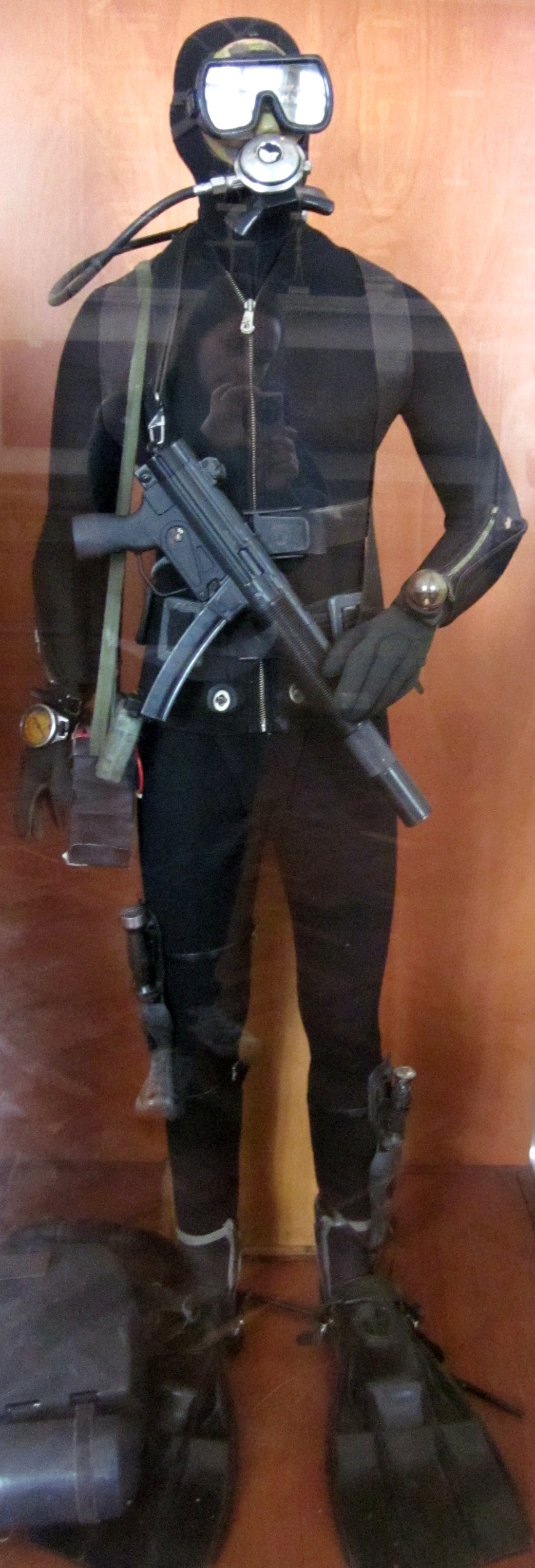
Buzo Táctico de Infantería - Museo Militar de Colombia.
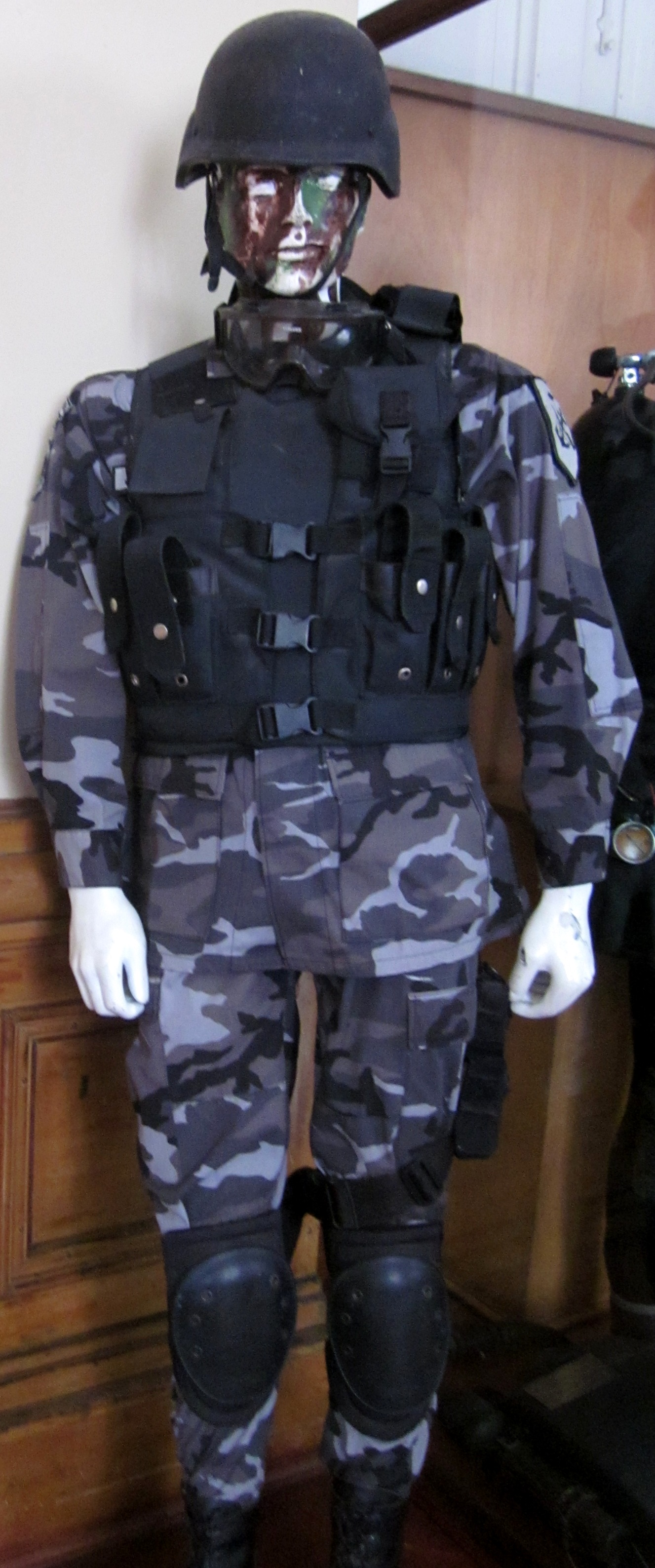
Uniforme de Combate de las Fuerzas Antiterroristas Urbanas de la Armada Nacional (FAUR) - Museo Militar de Colombia.

## Uniformes Fuerza Aérea
Acercándose a los 80 años de existencia, la Fuerza Aérea Colombiana o también llamados “Caballeros del aire” han tenido una evolución a través del tiempo en sus uniformes, donde se muestran las diferentes y principales que han utilizado los oficiales, alférez, cadetes, suboficiales, alumnos y personal.  Los uniformes se convierten en parte esencial, emblema, y distintivo de la institución que forman a los integrantes de la Fuerza Aérea Colombiana.  
- Overol de vuelo para altura con casco de cuero marrón, anteojos, diseño norteamericano de cuero marrón, cremallera en su parte frontal y mangas con cuello cerrado en piel para protección contra el frío en vuelos largos y bolsillos de parche en la parte superior, cinturón de cuero marrón o negro y botas altas o zapatos de cuero negro

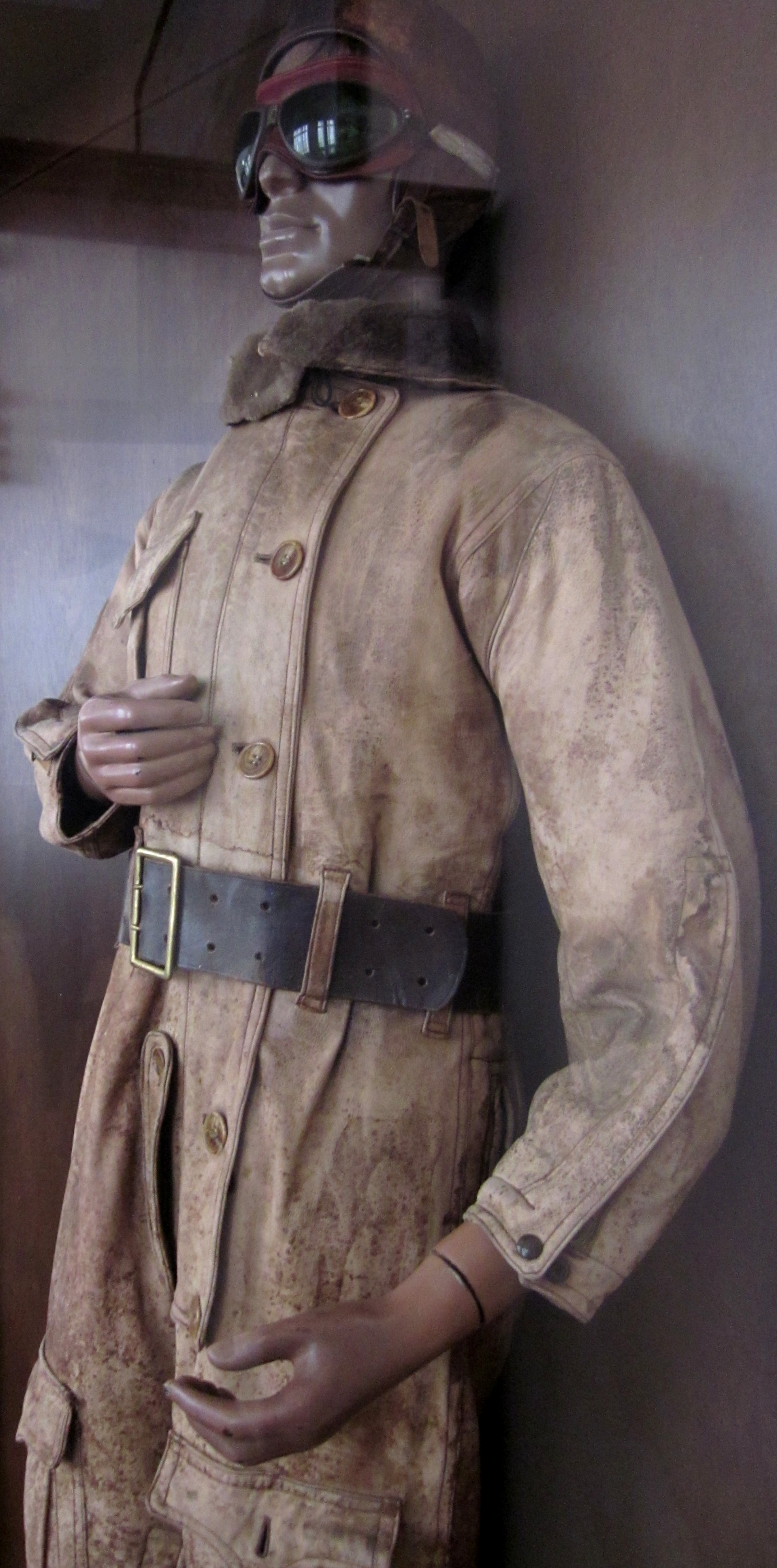
Overol de Vuelo para altura, 1927 a 1935 - Museo Militar de Colombia.
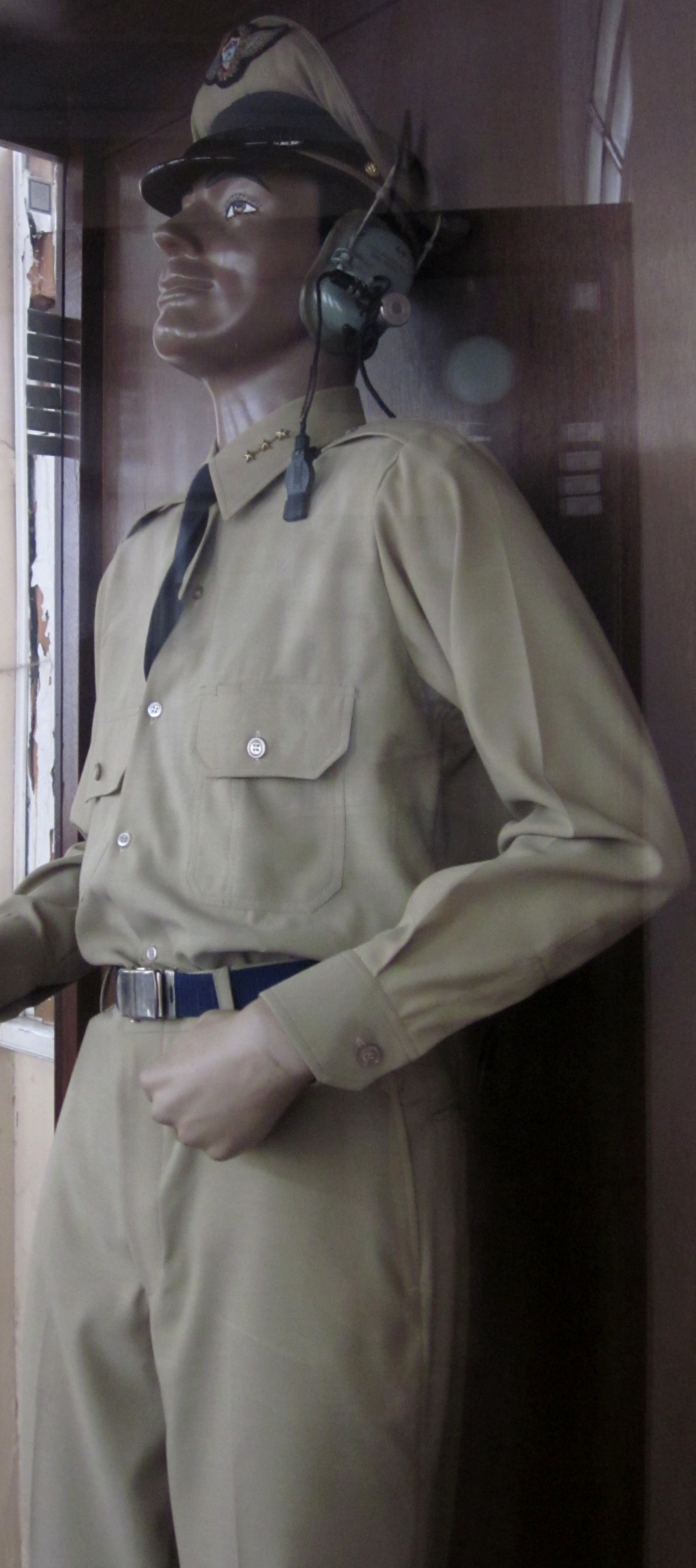
Uniforme de Servicio en clima cálido, 1944 a 1962 - Museo Militar de Colombia.
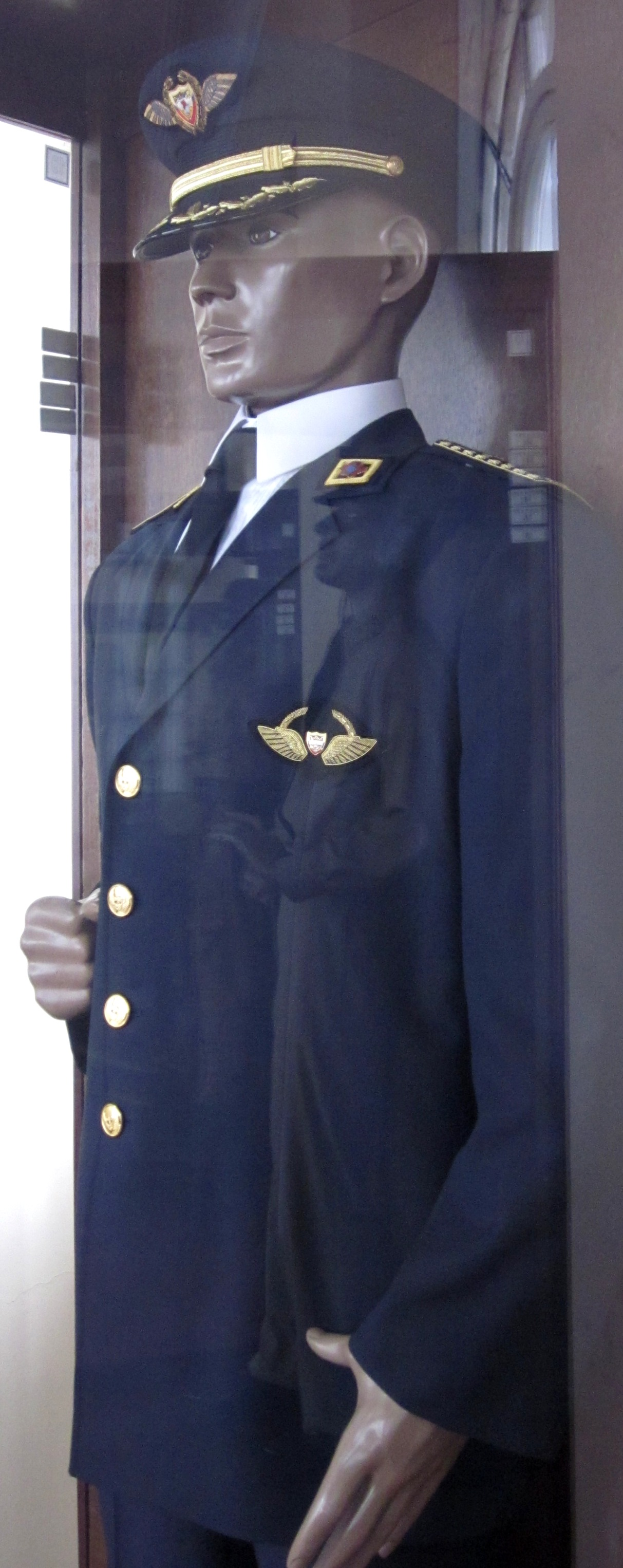
Uniforme No. 04 de Viaje y Servicio clima cálido - Museo Militar de Colombia.
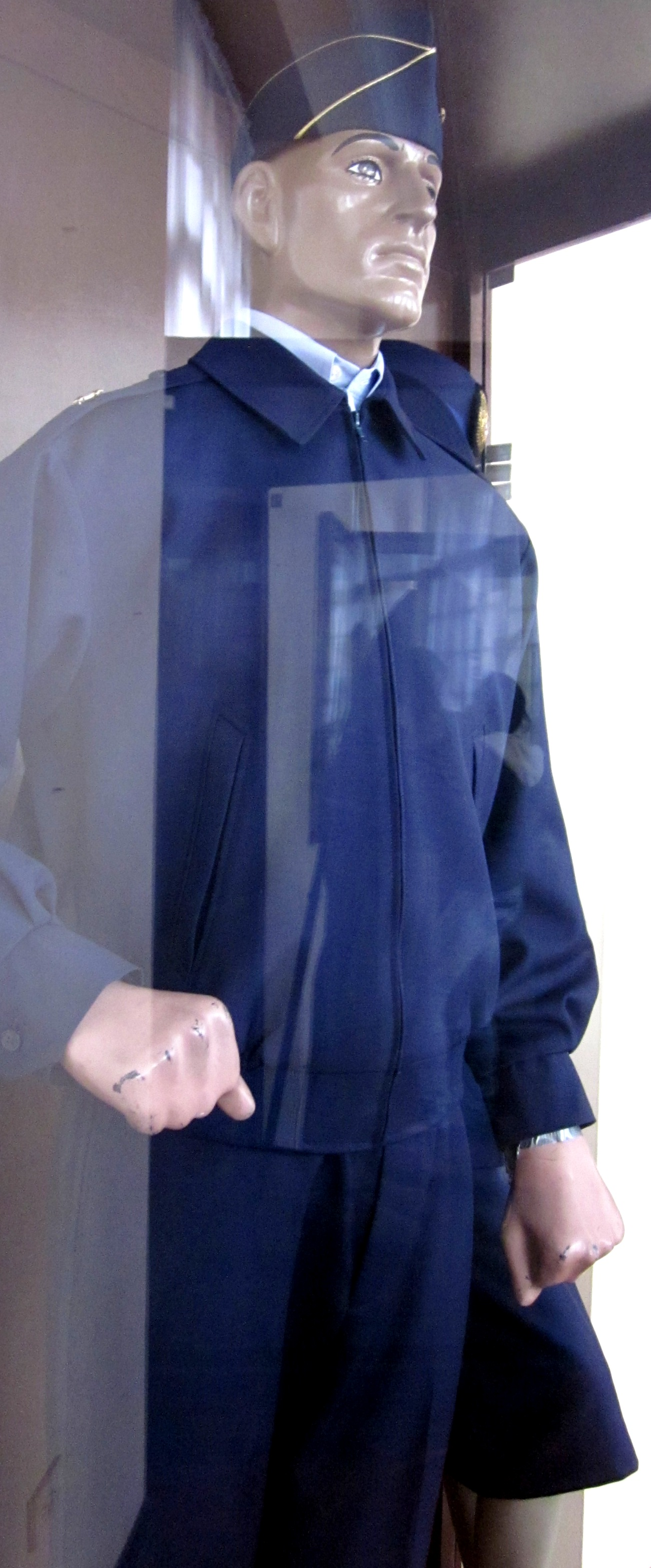
Uniforme de Vuelo Actual - Museo Militar de Colombia.

## Uniformes del Ejército Nacional de Colombia
El Ejército Nacional inicia tres días después del 20 de julio de 1810, donde la junta suprema encargada de institucionalizar la independencia anunció la creación del "Batallón Voluntarios de Guardias Nacionales" compuesta de Infantería y Caballería cuyo comandante sería el Teniente Coronel Antonio Baraya. Con la evolución del Ejército Nacional de Colombia también se puede ver reflejado el cambio de los uniformes a través de la historia.
- Uniforme de Gala para General con guerrera entallada de paño azul, con vivos de color distintivo del arma, a cada lado del cuello y del escudo lleva una palma de laurel bordada en hilo de oro y siete botones dorados al frente, caponas y charreteras forradas en el color del arma o servicio; en la parte superior lleva una media luna dorada en hilos de oro, cinturón en hilo de oro para Oficiales Generales, guantes en piel de color blanco, cordón en hilo oro, pantalón largo de paño blanco y zapatos de charol negro.
- Uniforme de Calle para Oficiales y Suboficiales con Gorra de color verde oliva con escudo Nacional al lado izquierdo, camisa y pantalón verde oliva, distintivos del arma y unidad operativa en las mangas, placa de identificación, insignias de grado y zapatos de cuero negro.
- Uniforme de Combate para Soldados, Oficiales y Suboficiales con gorra camuflada, camiseta verde, pantalón breeche camuflado.
- Uniforme de Policía Militar con gorro en material sintético verde oliva con el escudo nacional, camiseta de color blanco, camisa en dril color habano, manga corta para clima cálido, placa de identificación distintivos del arma o servicio e insignias del grado, cinturón de reata color negro con chapa dorada, pantalón en dril color habano y botas combinadas en color blanco y negro.
- Uniforme de Parada para Policía Militar con casco de fibra con el emblema PM y barbuquejo blanco, bufanda en color blanco, camisa y pantalón en dril color habano, distintivos de PM en metal dorado, cordón en seda y nailon trenzado color blanco, brazalete en color blanco con las letras PM en color negro, cadena metálica para pito, apellidos en acrílico color negro, fornitura y cartuchera en cuero blanco, chapa en metal dorado, guantes en hilos de color blanco, armamento de dotación con el portafusil en color blanco y botas combinadas en color blanco y negro.
- Uniforme de deportes con camiseta o chaqueta blanca y roja con el escudo de la institución, pantaloneta o sudadera negra y gorra negra y roja.

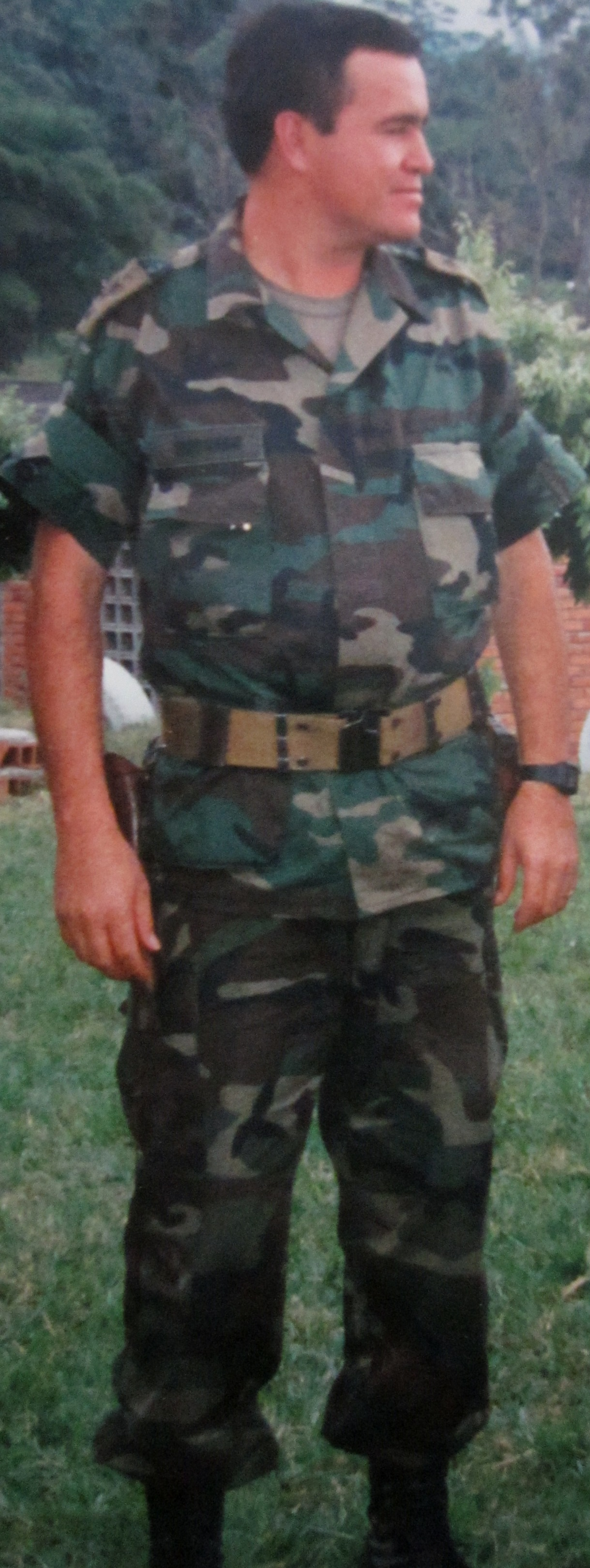
Uniforme de Servicio Práctico para Fuerzas Especiales Rurales, 1994.
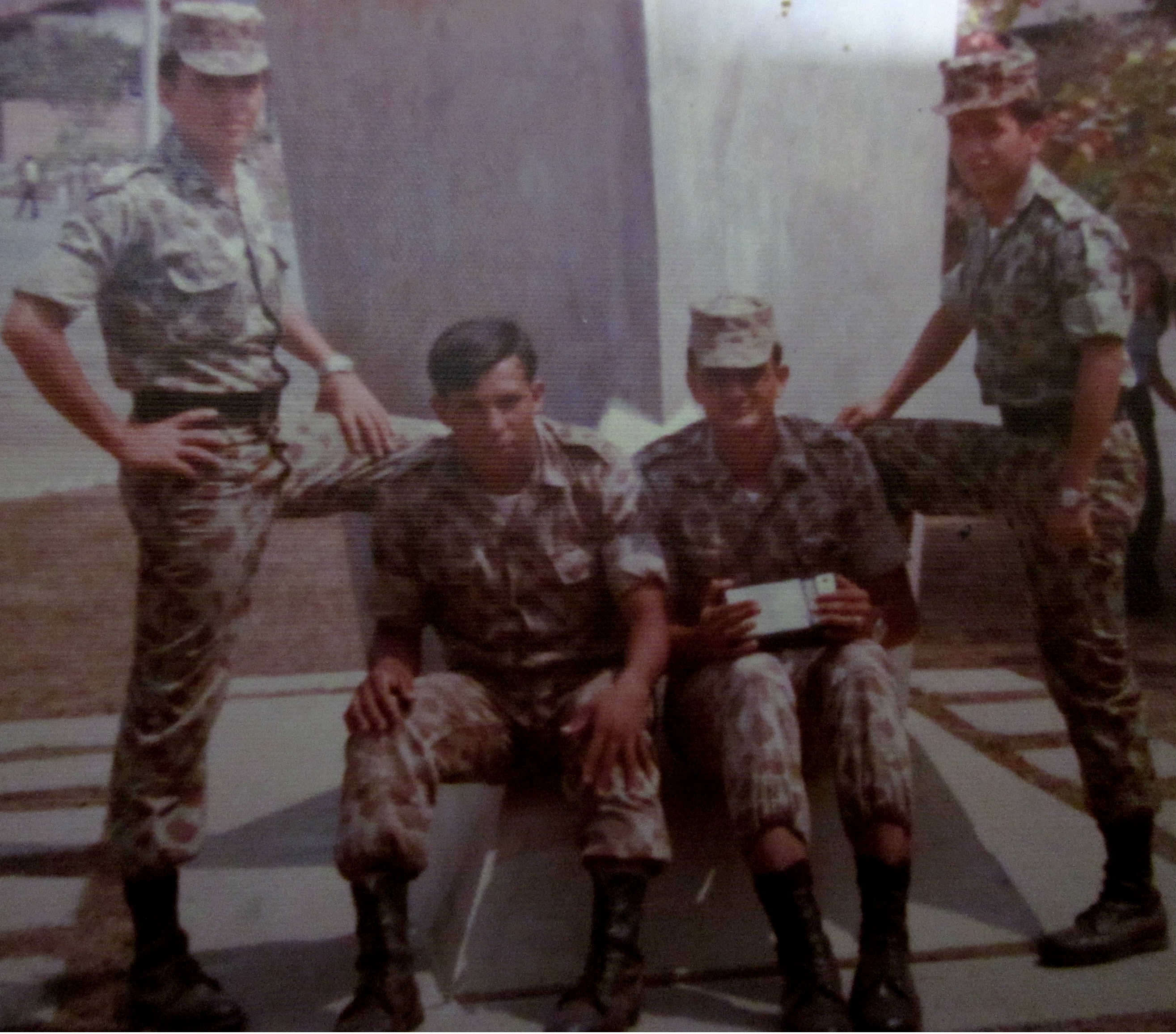
Uniforme de Campaña y de Combate para Soldados del Ejército en todos los climas sin armamento, 1971.
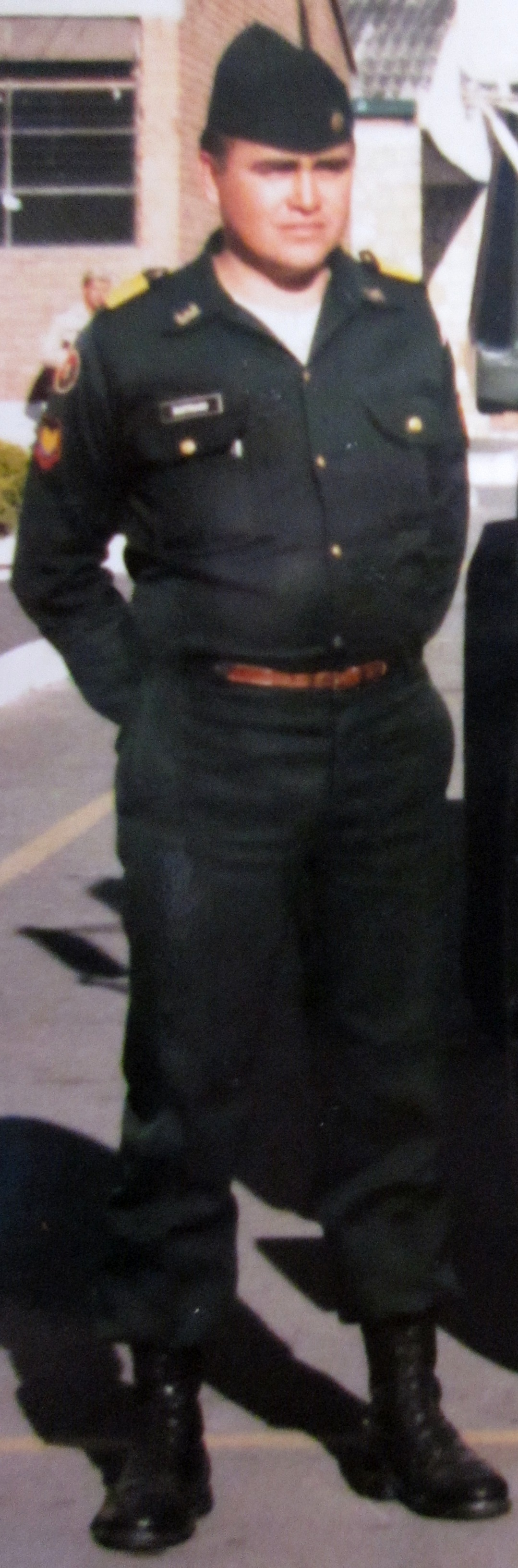
Uniforme de calle para Cabo Segundo en clima frío, 1971.
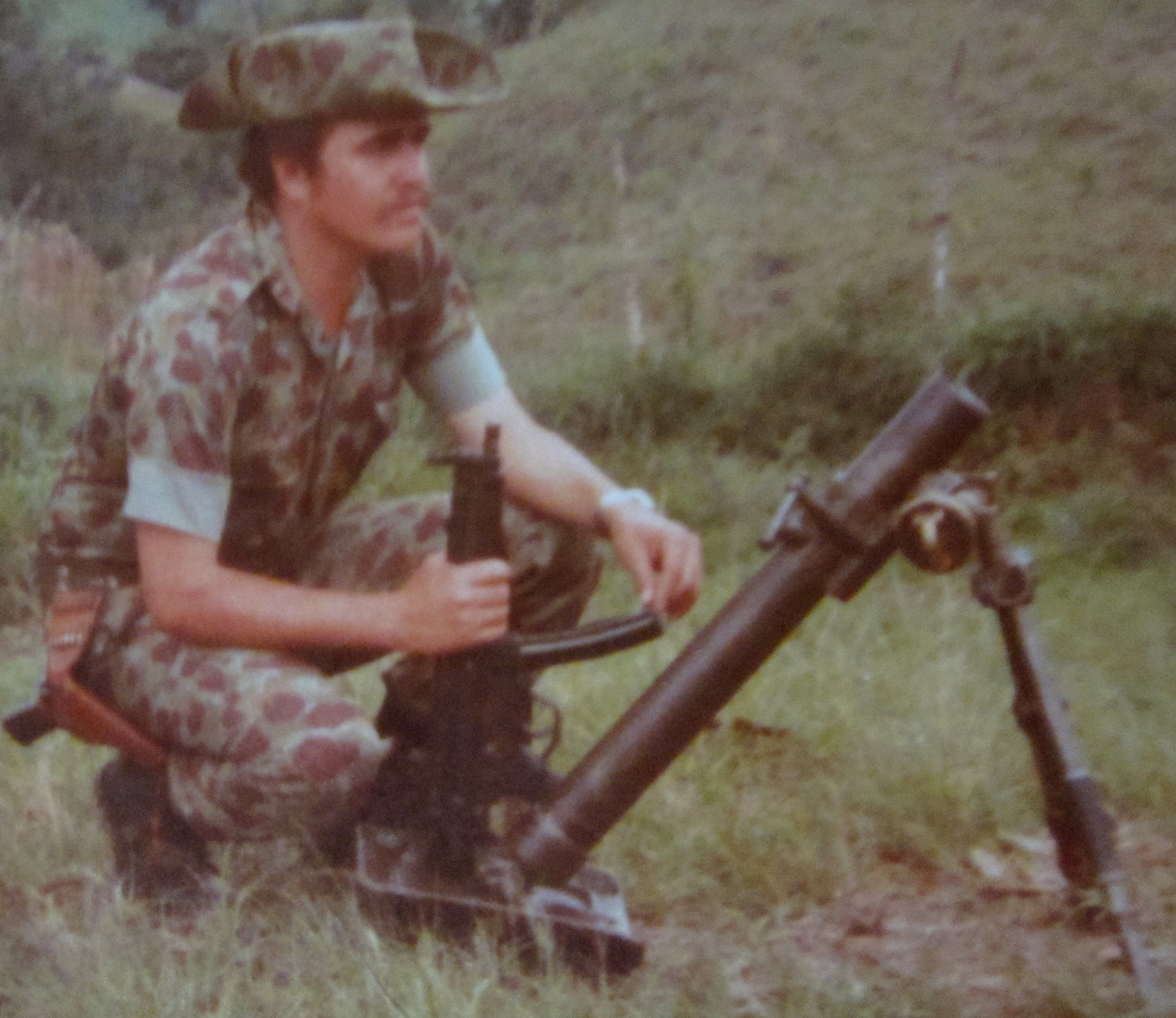
Uniforme de Combate para Oficiales y Suboficiales.
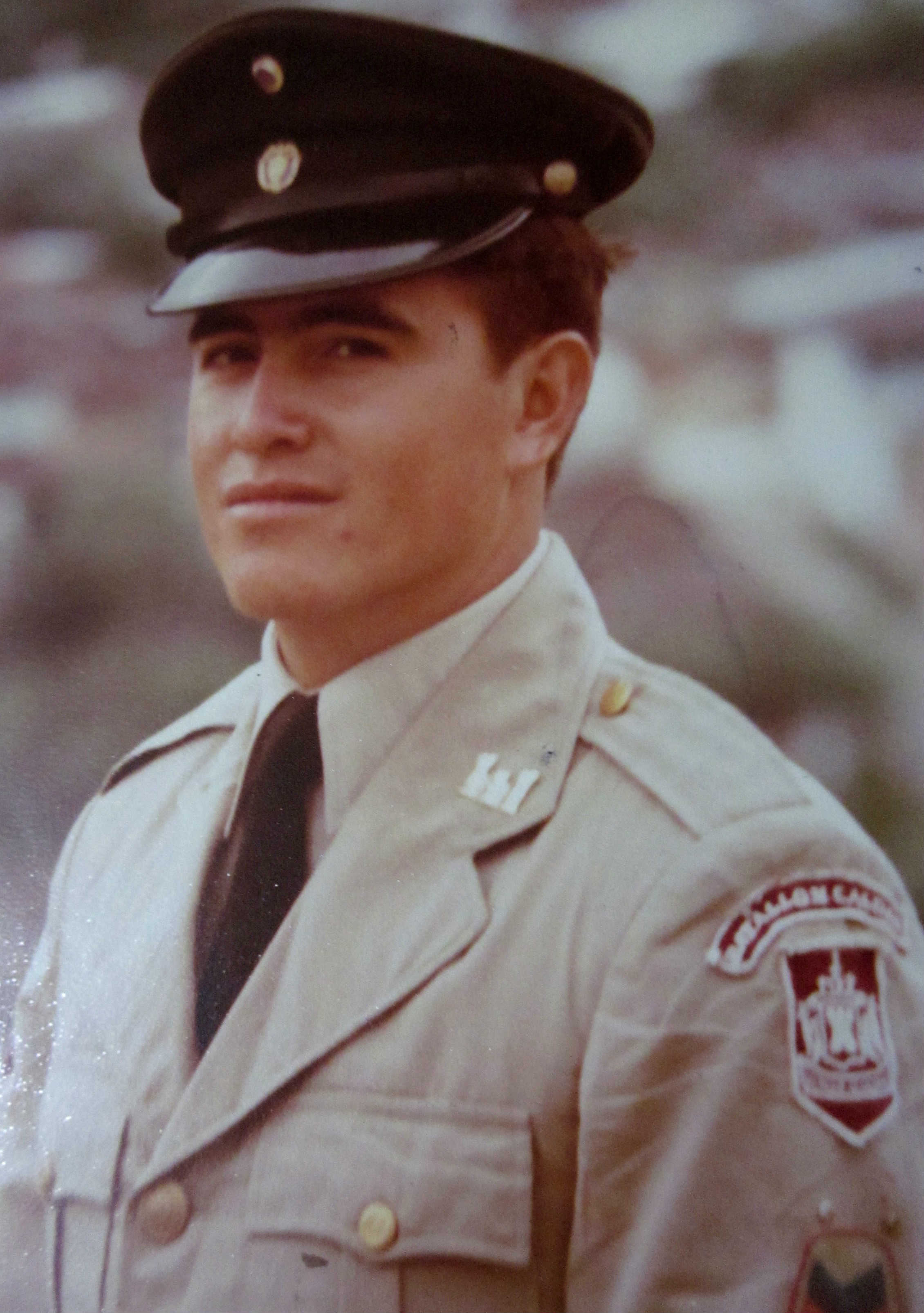
Uniforme para Oficiales y Suboficiales de todos los grados en clima cálido, 1971.
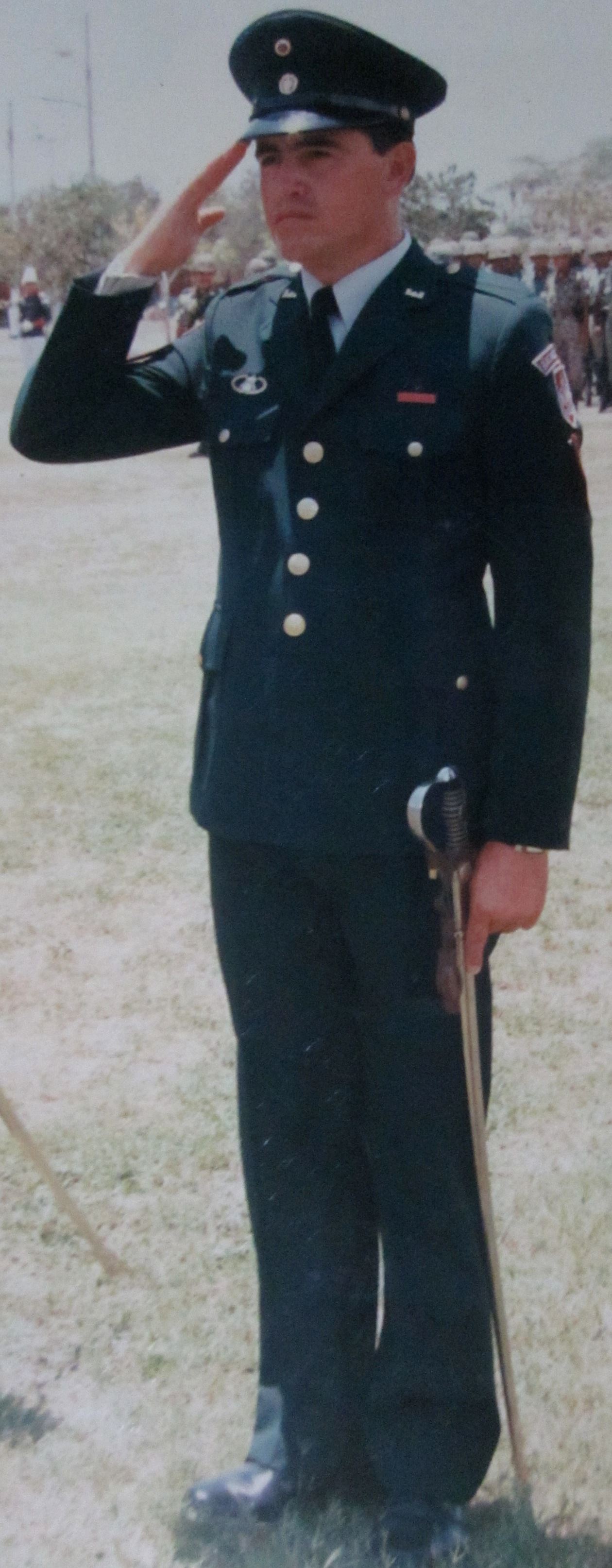
Uniforme de calle para Sargento en clima frío, 1971.
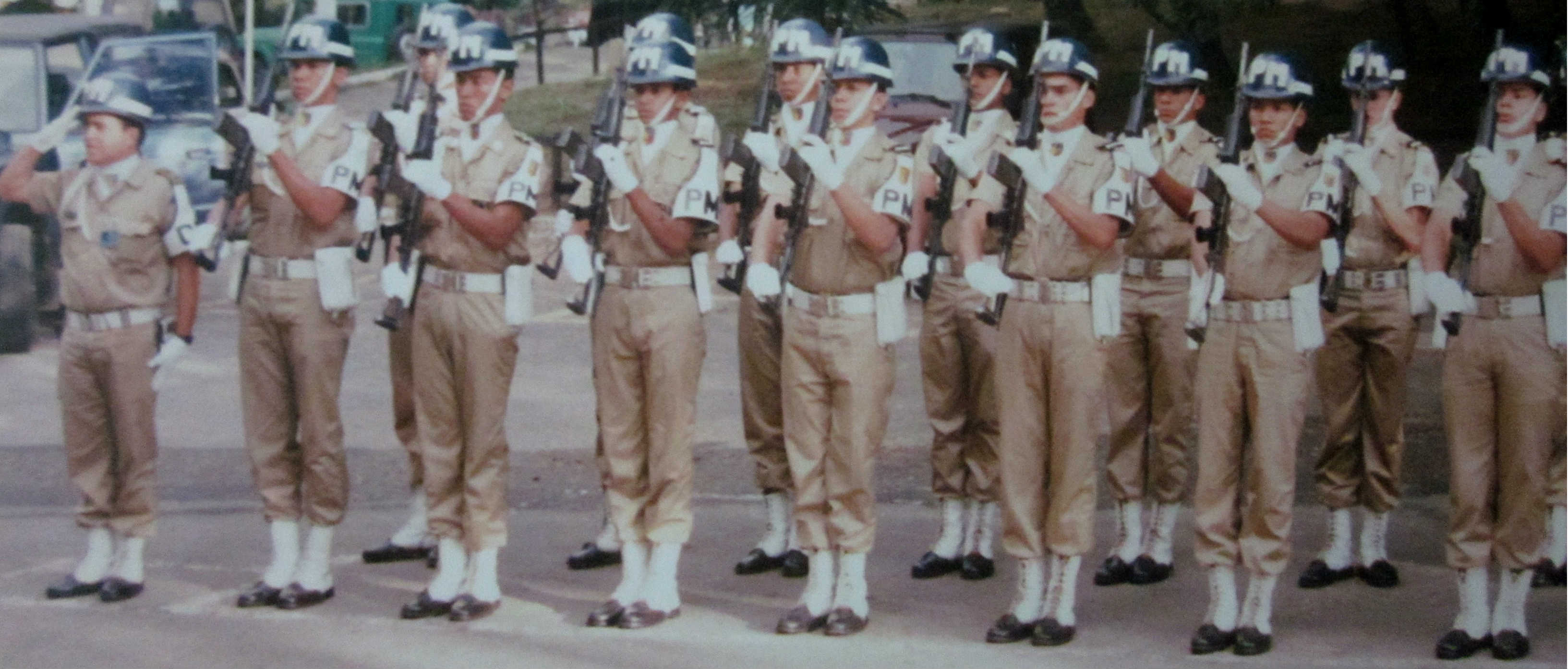
Uniforme de Parada para Soldado de la Policía Militar en clima cálido, 1971.
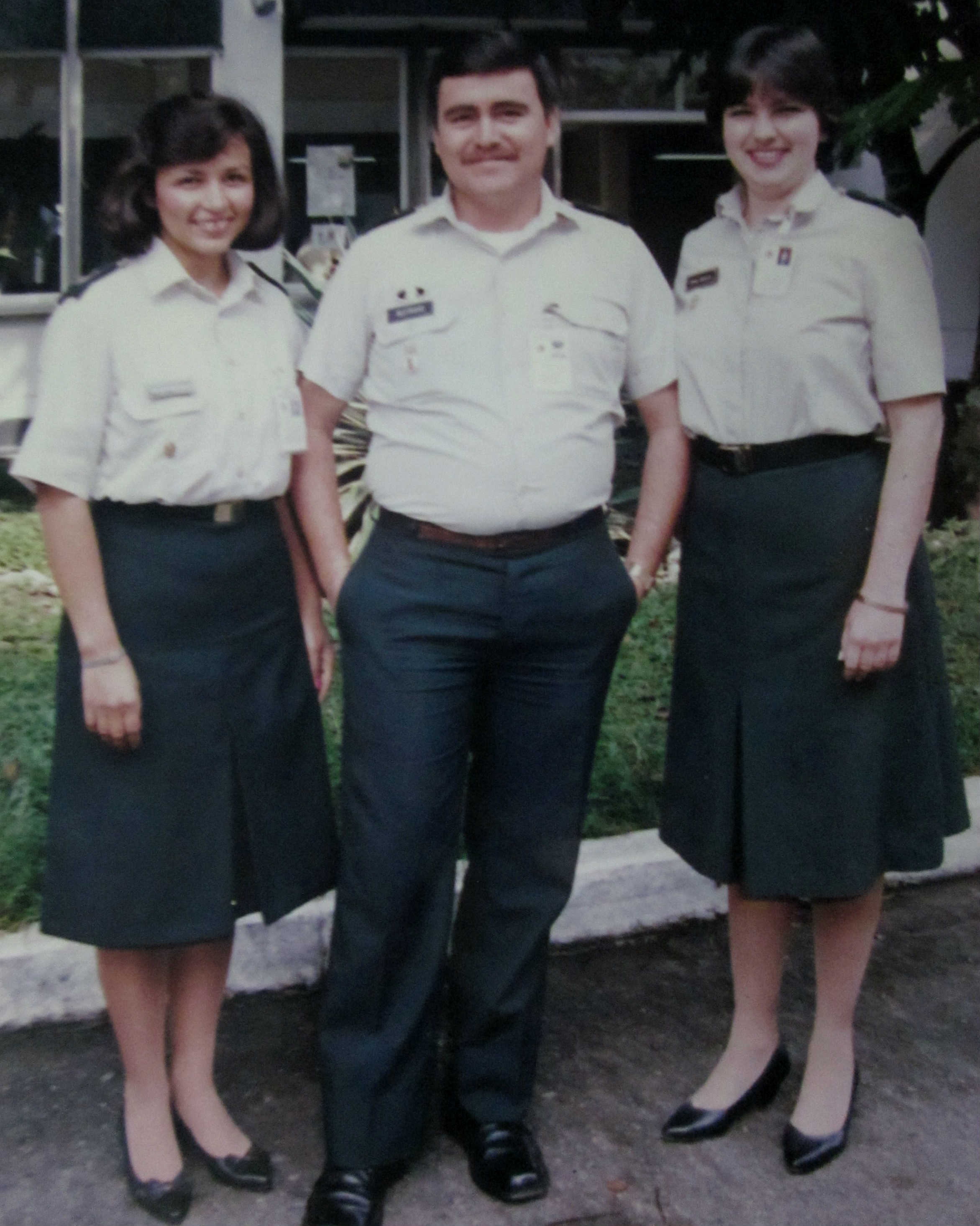
Uniforme de Oficial y Suboficial de Personal Femenino en clima cálido, 1990.
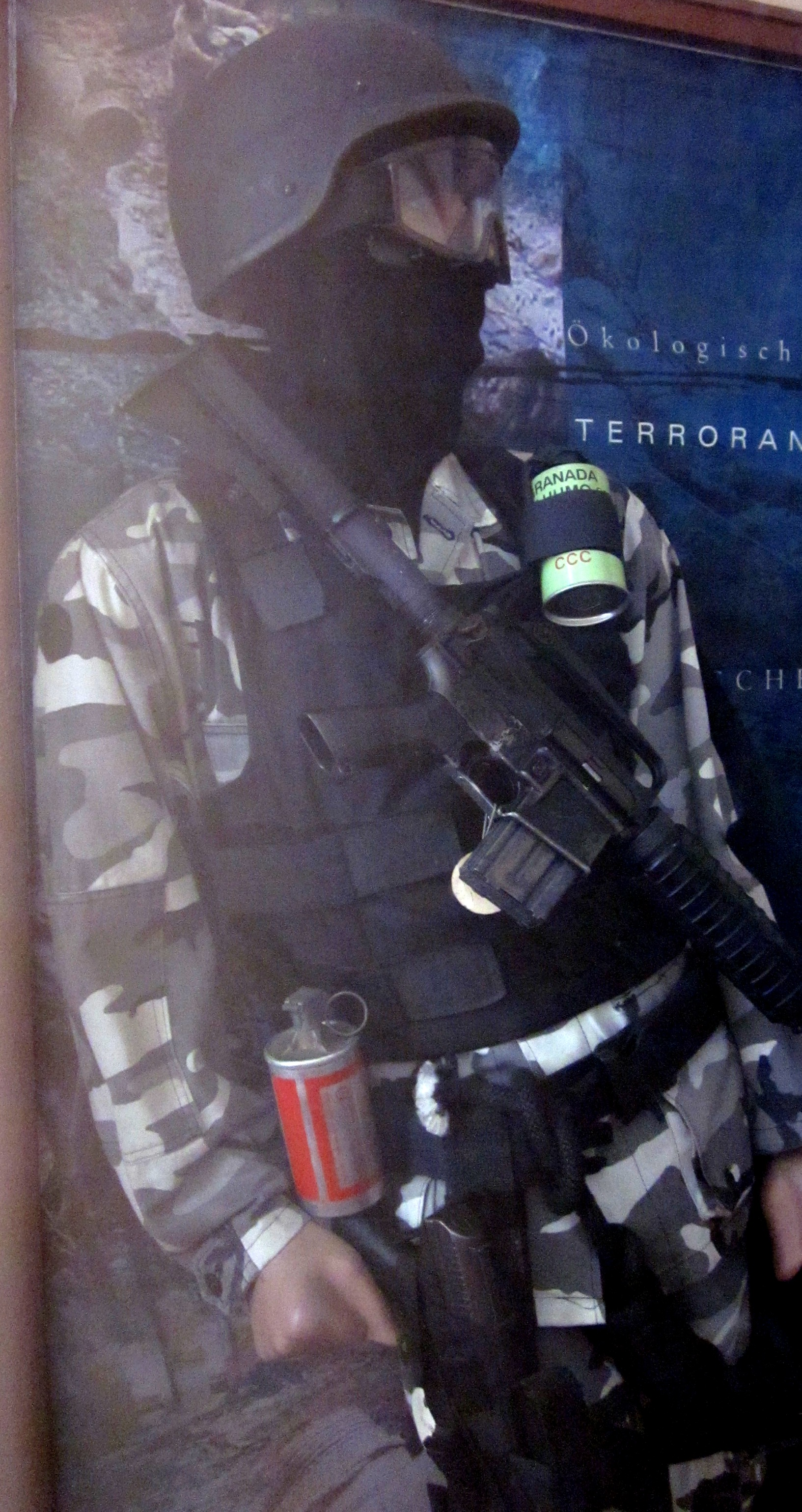
Uniforme de la Agrupación de Fuerzas Antiterroristas Urbanas (AFEAU).
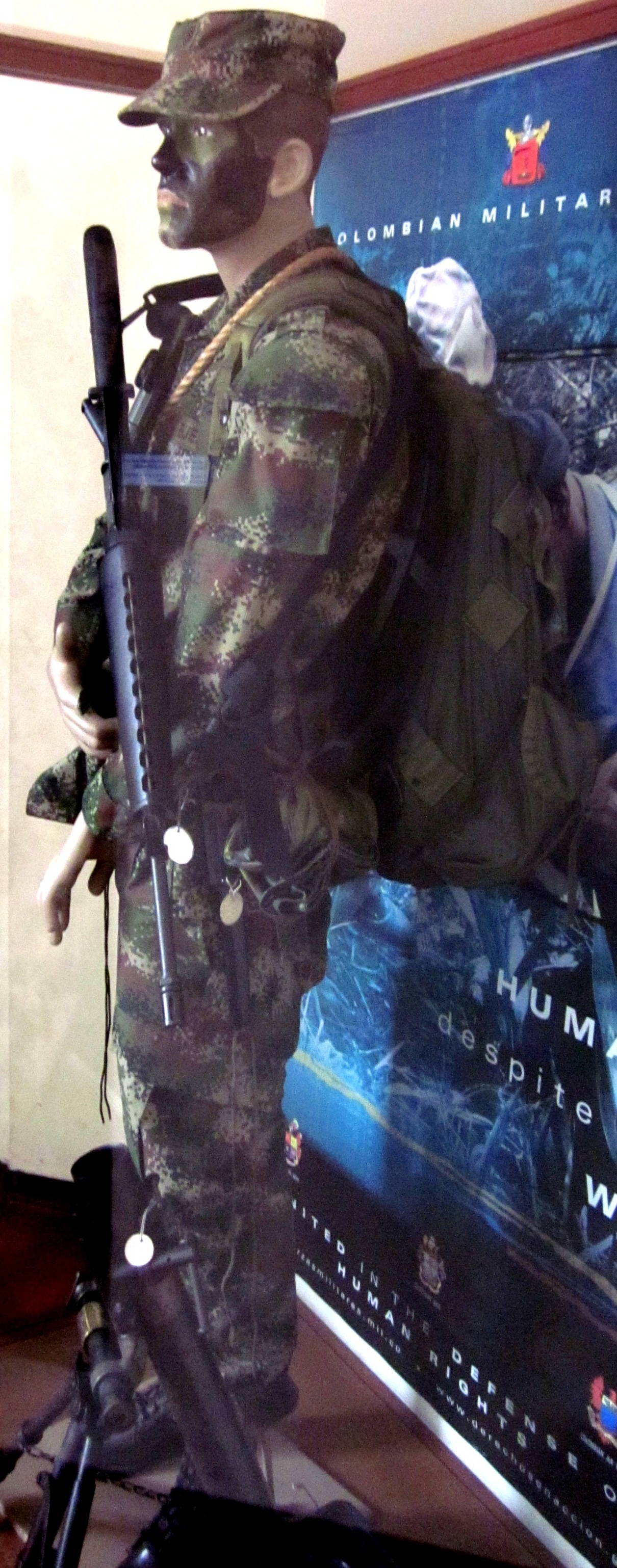
Uniforme pixelado del Ejército Nacional de Colombia.
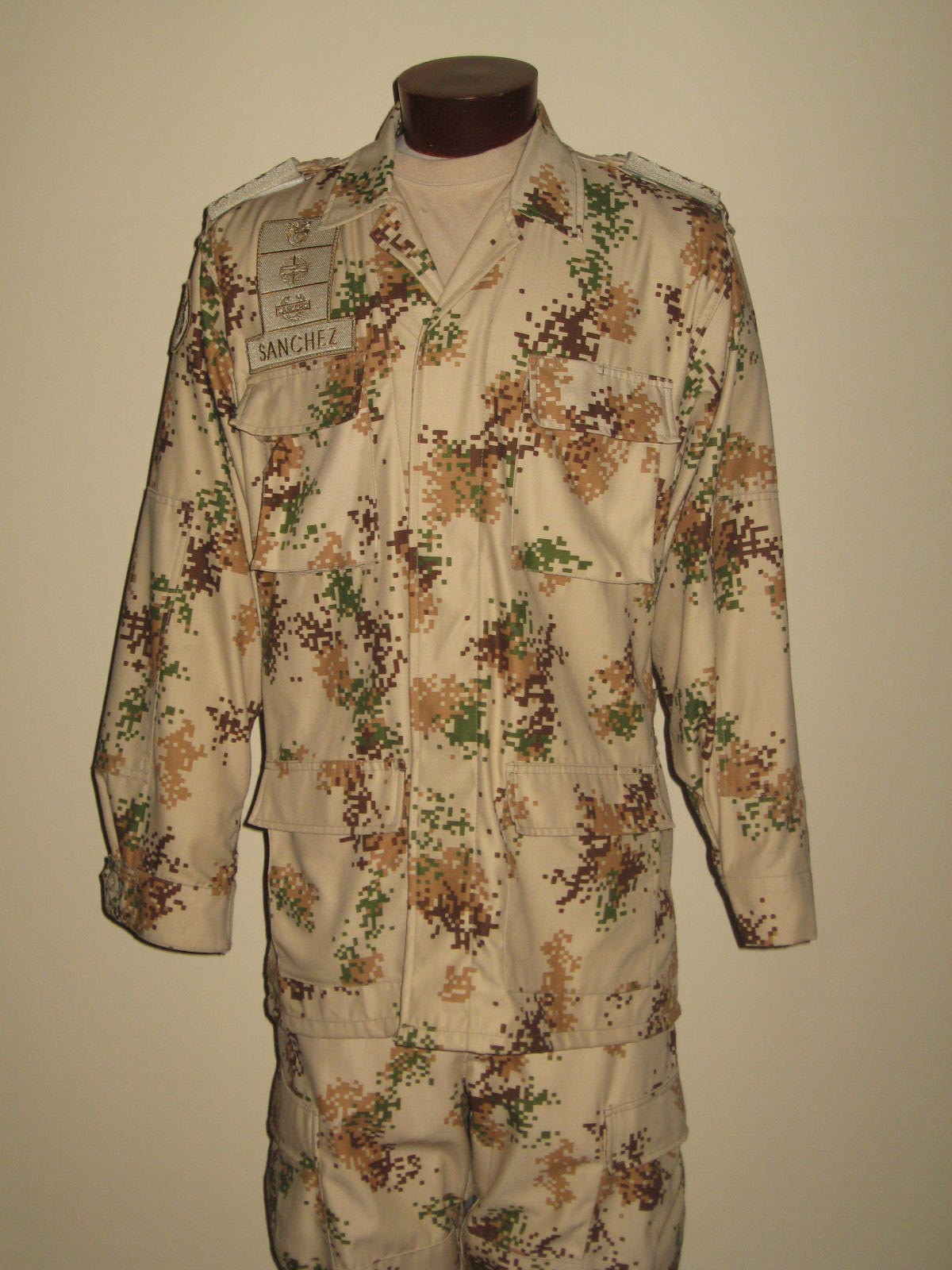
Uniforme pixelado tipo desierto del Ejército Nacional de Colombia
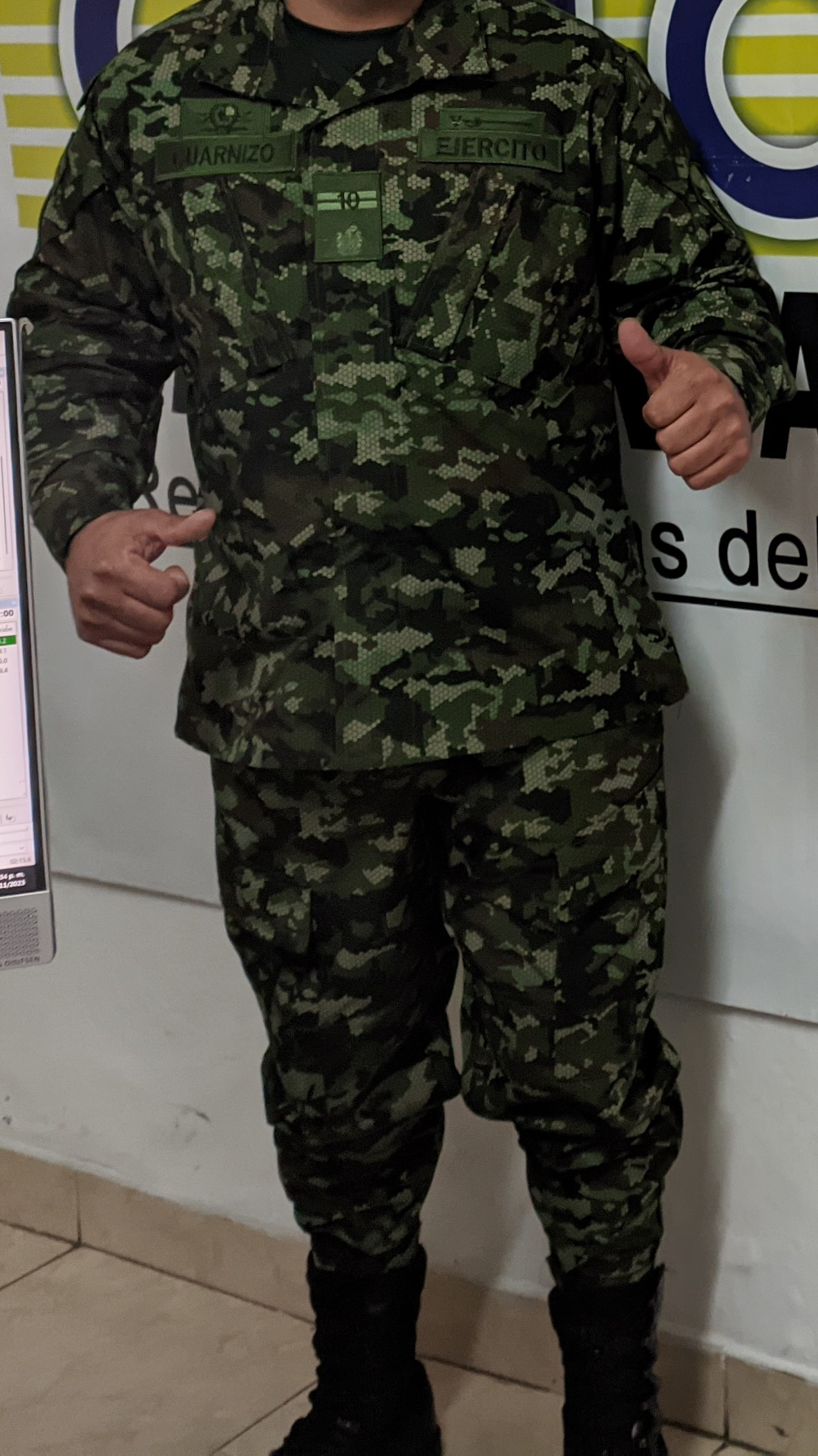
Uniforme Camaleón del Ejército Nacional de Colombia, en uso desde 2022.
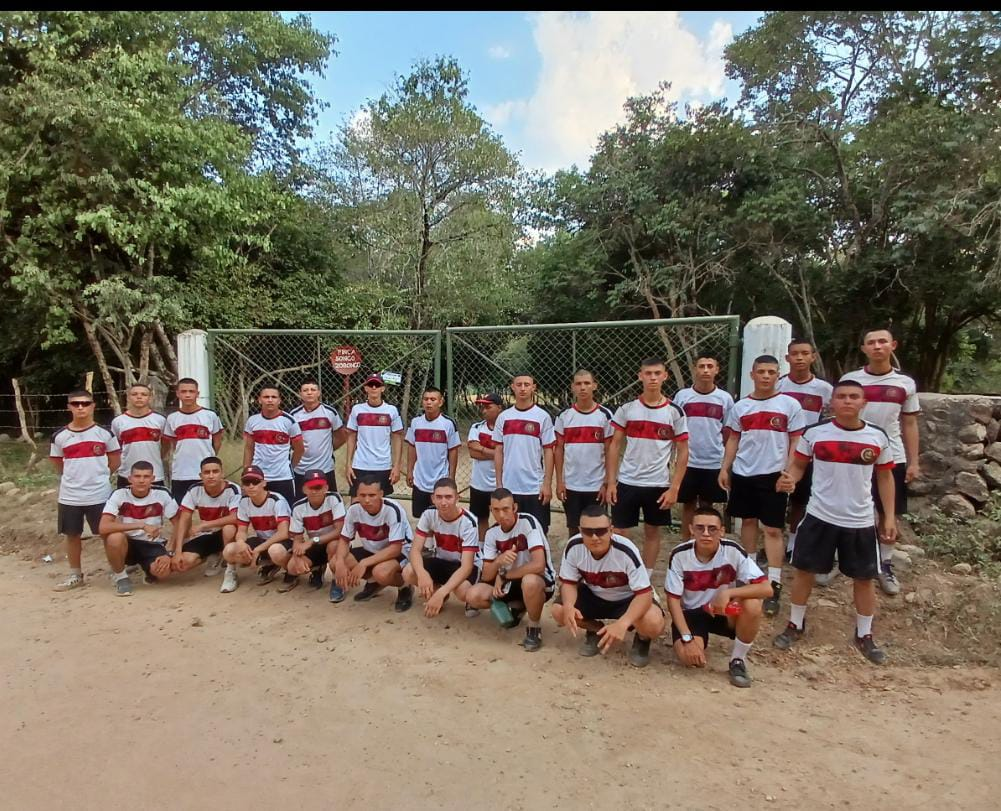
Uniforme de deportes del Ejército Nacional de Colombia.